# Pulheim
Pulheim ist eine mittlere kreisangehörige Stadt in Nordrhein-Westfalen. Sie liegt im Rhein-Erft-Kreis und grenzt im Osten an die nordwestlichen Stadtbezirke Kölns. In seiner heutigen Ausdehnung besteht Pulheim seit der kommunalen Gebietsreform vom 1. Januar 1975. Die Gemeinde erhielt am 1. Januar 1981 Stadtrechte. Im gleichnamigen Ortsteil Pulheim leben rund 24.000 Menschen, in der Stadt insgesamt rund 57.000.

## Geografie

### Geografische Lage
Pulheim liegt in einer offenen Ackerlandschaft im linksrheinischen Teil der Kölner Bucht. Die Entfernung zwischen dem Stadtteil Pulheim (Mitte) und dem Kölner Stadtzentrum beträgt etwa 13 km (Luftlinie). Die nordrhein-westfälische Landeshauptstadt Düsseldorf liegt rund 25 Kilometer nördlich von Pulheim, die Entfernung zur Bundesstadt Bonn beträgt rund 35 Kilometer.
Der nordöstliche Teil des Stadtgebietes mit den Orten Sinnersdorf, Stommelerbusch und Orr liegt auf der Niederterrasse des Rheintales (etwa 45 m ü. NHN); durch Stommeln und den Zentralort verläuft die Grenze zur unteren Mittelterrasse (etwa 60 m ü. NHN). Nach Südwesten steigt das Gelände weiter an. Die übrigen Stadtteile liegen bereits am unteren Rand des Ostabhangs der Ville. Dansweiler ist mit etwa 90 m ü. NHN der am höchsten gelegene Ort.

### Gewässer

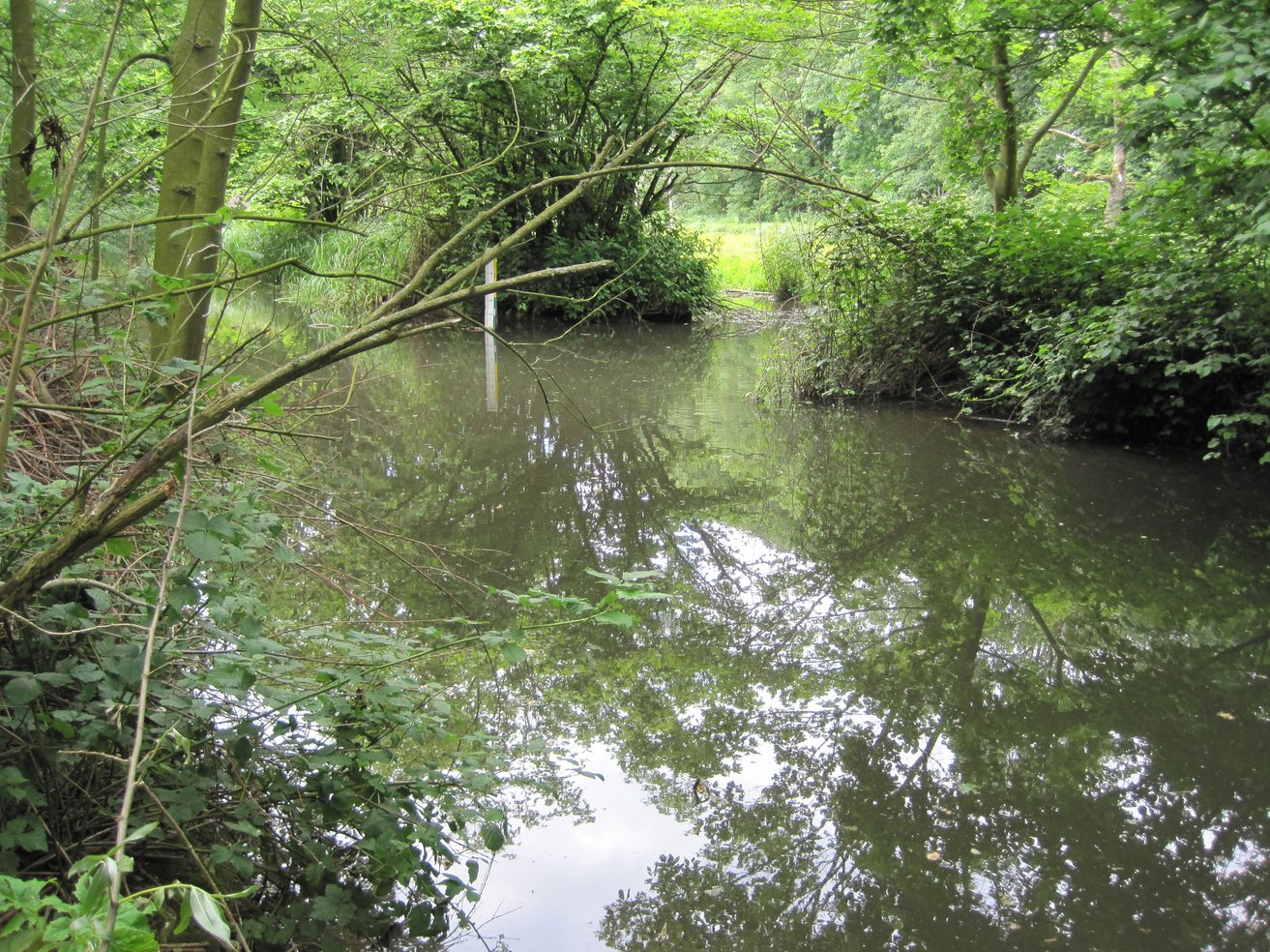
Große Laache

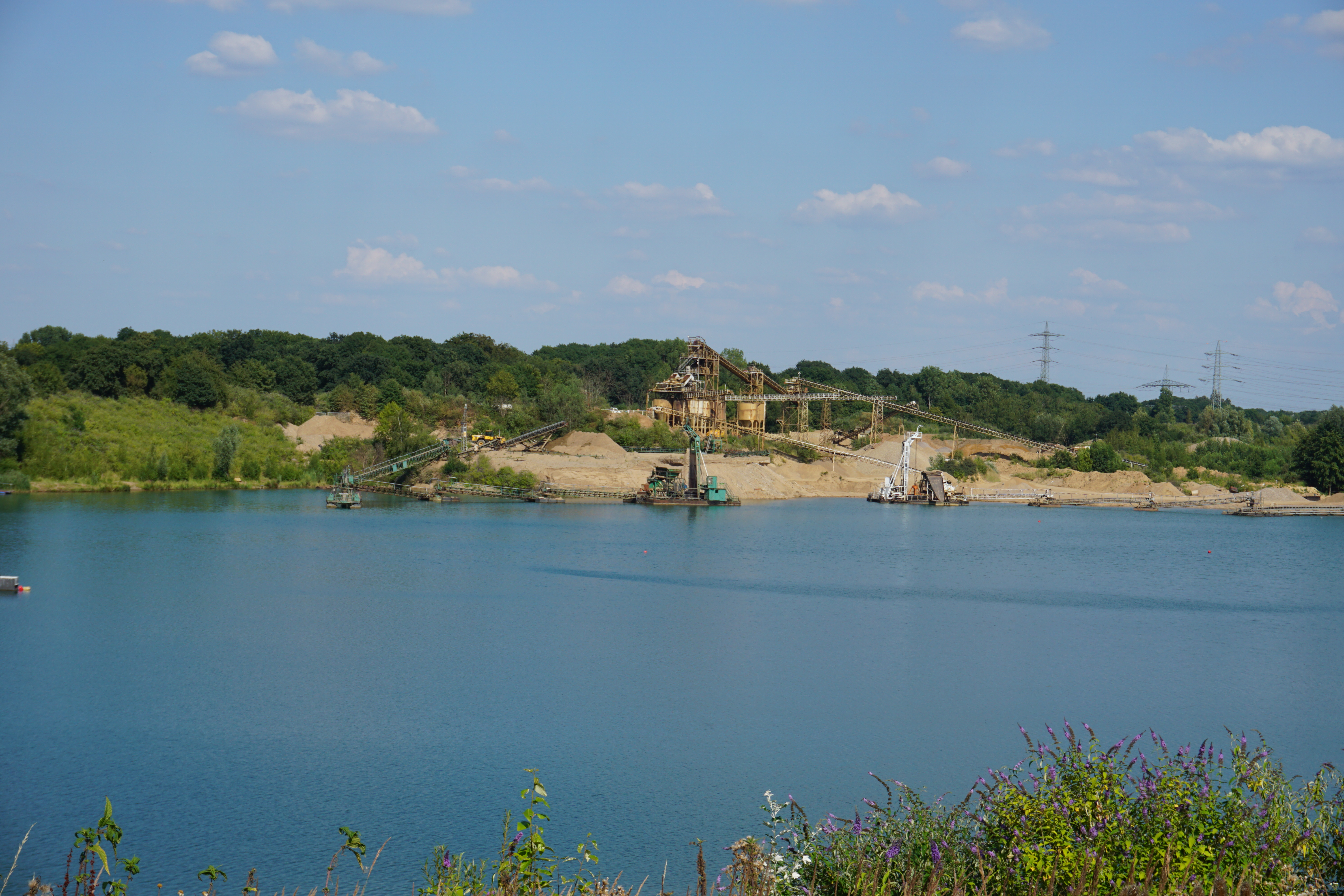
Kiesförderung am Pulheimer See

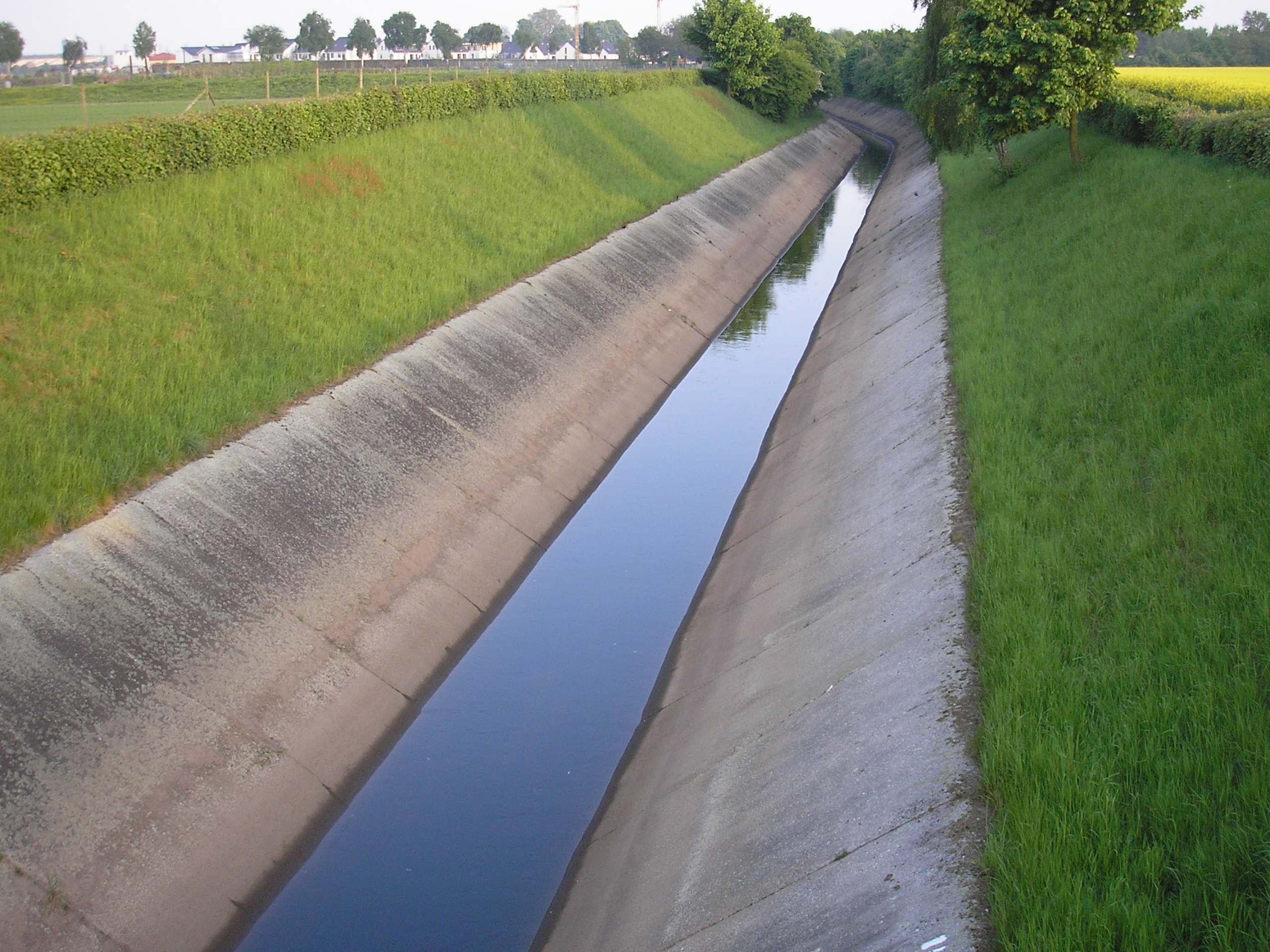
Kölner Randkanal

#### Pulheimer Bach und Große Laache
Der Pulheimer Bach durchfließt Pulheim, vom Bergheimer Stadtgebiet kommend, in nordöstlicher Richtung und versickert kurz hinter dem Gut Pletschmühle im 1993 renaturierten und 1999 zum Naturschutzgebiet erklärten Feuchtgebiet Große Laache, dem Relikt einer ehemaligen Rheinschlinge, die hier in den Mittelterrassenrand hineinerodiert hatte. Im Rahmen des Regionale-2010-Projektes Regio Grün wird der Bach seit 2007 renaturiert. Der Verlauf der verrohrten Abschnitte innerhalb der Ortslagen Sinthern, Geyen und Pulheim, die aufgrund der Bebauung nicht wieder geöffnet werden können, wird oberirdisch durch blaue, in die Gehwege eingelassene Steine markiert.

#### Seen
An der Grenze zu Köln liegt der Pulheimer See, der bis 2020 zum Abbau von Kies und Sand genutzt wurde. Zusammen mit den benachbarten Seen auf Kölner Stadtgebiet bildet er das in Entwicklung befindliche Naherholungsgebiet Stöckheimer Hof. Der Pulheimer See soll dabei zu einem Schwimm-, Bade- und Freizeitsee ausgebaut werden. Er wird bereits seit 1981 vom Surf- und Segelclub Pulheim genutzt.
Nordwestlich von Sinnersdorf befinden sich zwei weitere Seen, die als Kiesgruben entstanden sind. Der südlicher gelegene wurde nach Ende der Abgrabungen renaturiert und ist heute als Vogelbiotop ein Geschützter Landschaftsbestandteil. Das Biotop ist nicht für die Öffentlichkeit zugänglich. Der nördlich gelegene Hasselrather See wird ebenfalls renaturiert.

#### Kölner Randkanal
Der Kölner Randkanal ist ein in den 1950er Jahren angelegter, etwa 20 km langer Entwässerungskanal, der hauptsächlich der Sümpfung der rheinischen Braunkohletagebaugebiete dient. Er ist oberirdisch in einem betonierten Einschnitt angelegt und verläuft auf seinem Weg bis zur Mündung in den Rhein bei Köln-Worringen auch über Pulheimer Stadtgebiet. Dabei nimmt er die gereinigten Abwässer der zwischen Pulheim und Sinnersdorf gelegenen städtischen Zentralkläranlage auf.

### Naturschutzgebiete
- NSG „Orrer Wald und Große Laache“, ca. 60 ha (seit 1999)[8]
- NSG „Königsdorfer Forst“, ca. 330 ha auf Pulheimer, Frechener und Bergheimer Stadtgebiet (seit 2004), zugleich FFH-Gebiet[9]
- NSG „Kernzone Ommelstal“, ca. 14 ha auf Pulheimer und Bergheimer Stadtgebiet (seit 2017)[10]

### Stadtgliederung

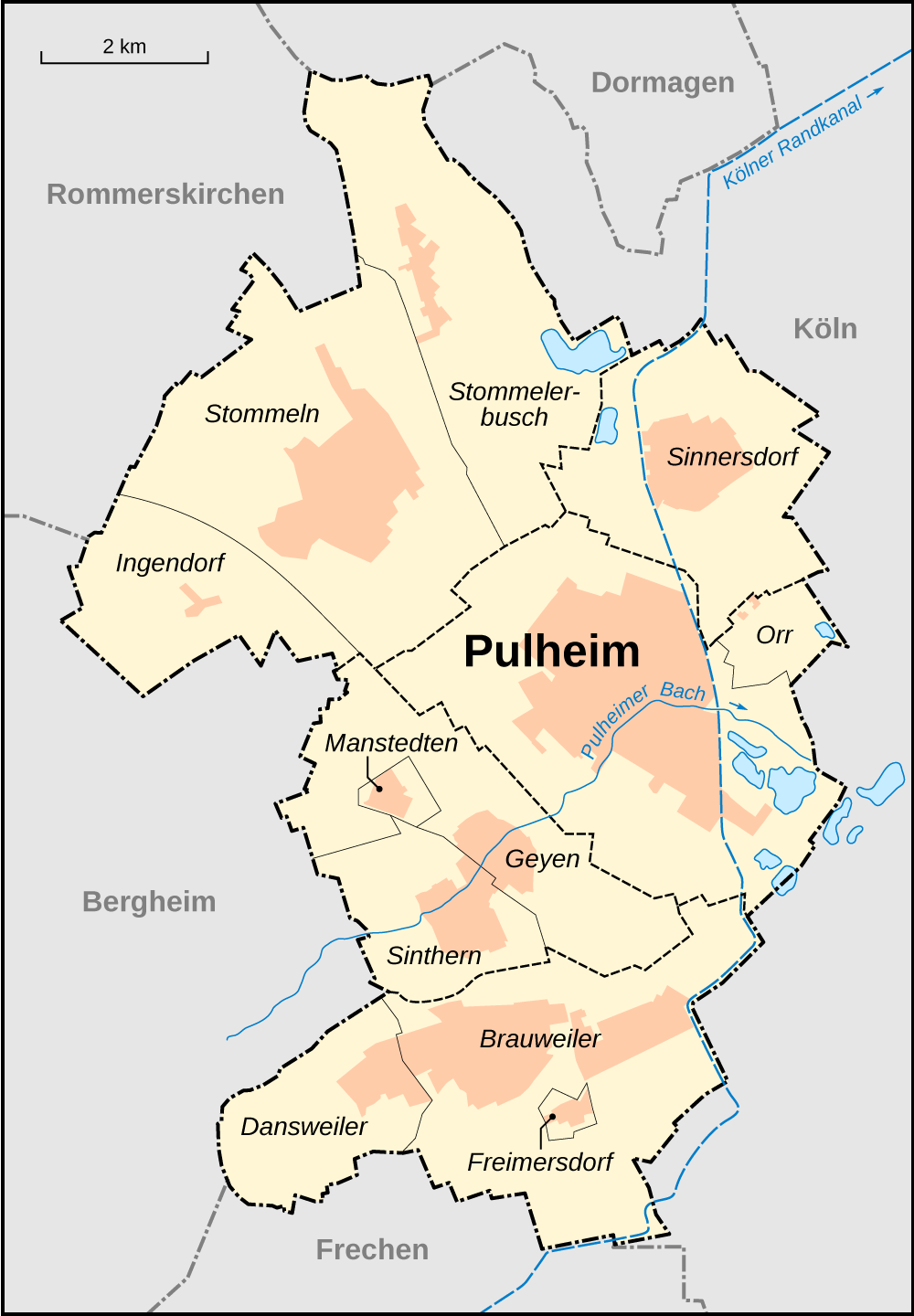
Gliederung der Stadt Pulheim

Die Stadt Pulheim besteht aus zwölf Stadtteilen, die zu fünf Bezirken zusammengefasst sind (Einwohnerzahlen-Stand: 28. Februar 2025):
| Bezirk                                 | Stadtteil            | Einwohner |
| -------------------------------------- | -------------------- | --------- |
| Brauweiler – Dansweiler – Freimersdorf | Brauweiler           | 8.425     |
| Brauweiler – Dansweiler – Freimersdorf | Dansweiler           | 2.931     |
| Brauweiler – Dansweiler – Freimersdorf | Freimersdorf         | 166       |
| Geyen – Sinthern – Manstedten          | Geyen                | 2.531     |
| Geyen – Sinthern – Manstedten          | Sinthern             | 3.281     |
| Geyen – Sinthern – Manstedten          | Manstedten           | 148       |
| Pulheim – Orr                          | Pulheim (Mitte)      | 24.447    |
| Pulheim – Orr                          | Orr                  | 9         |
| Sinnersdorf                            | Sinnersdorf          | 5.835     |
| Stommeln – Stommelerbusch – Ingendorf  | Stommeln             | 8.592     |
| Stommeln – Stommelerbusch – Ingendorf  | Stommelerbusch       | 911       |
| Stommeln – Stommelerbusch – Ingendorf  | Ingendorf            | 88        |
| Stadt Pulheim gesamt                   | Stadt Pulheim gesamt | 57.264    |

In der nach Einwohnerzahlen sortierten Rangfolge deutscher Städte liegt Pulheim auf Platz 168 (Stand: 31. Dezember 2021). Der Ortsteil Orr gehört zu den kleinsten Ortsteilen Deutschlands.

### Nachbarorte
Pulheim grenzt im Osten an die Stadt Köln, im Süden und Westen an die Städte Frechen und Bergheim (beide im Rhein-Erft-Kreis) sowie im Nordwesten an die Gemeinde Rommerskirchen und im Norden an die Stadt Dormagen (beide im Rhein-Kreis Neuss).

## Geschichte

### Römische Zeit
In römischer Zeit gab es im Gebiet der heutigen Stadt zahlreiche villae rusticae, römische Gutshöfe und Landsitze, wie die vielen Bodenfunde belegen.

### Mittelalter
Im 5. Jahrhundert n. Chr. wurden die Römer durch fränkische Eroberer verdrängt. Da nur wenige Funde aus dieser Zeit bekannt sind, liegen die Anfänge der fränkischen Epoche im Dunkeln. Nennenswerte fränkische Bodenfunde gibt es nur in Stommeln.
Erste urkundliche Zeugnisse einzelner Orte stammen aus dem 10. Jahrhundert: Stommeln, Geyen und Sinthern werden erstmals 962 in einer Urkunde des Kölner Erzbischofs Brun genannt.
Im Jahre 1067 wird Pulheim als Polhem in einer Urkunde erwähnt, die der Kölner Erzbischof Anno II. für das von ihm gegründete Stift St. Georg ausstellen ließ.
Das Gebiet um den heutigen Ort Brauweiler war nachweislich in der zweiten Hälfte des 10. Jahrhunderts im Besitz des lothringischen Pfalzgrafen Hermann I. (Pusillus), der hier ein verfallenes älteres Hofgut zusammen mit einer dem heiligen Medardus geweihten Kapelle wieder aufbauen ließ. Um 991 heiratete sein Sohn und späterer Nachfolger Ezzo die Tochter Mathilde des deutschen Kaisers Otto II. und überreichte ihr das Anwesen als Morgengabe. Beide stifteten im Jahre 1024 die Benediktinerabtei Brauweiler.
Die urkundlichen Erstnennungen der übrigen Orte sind jünger: Dansweiler, Freimersdorf und Manstedten werden in einer Liste von Gütern genannt, mit denen der lothringische Pfalzgraf Ezzo sein Hauskloster Brauweiler nach der Gründung ausstattete. Ingendorf wird erstmals 1094 erwähnt, Orr 1086 und Sinnersdorf 1230 (nach anderer Auffassung 1233, da das Datum der lateinischen Quelle nicht eindeutig lesbar sei).
Während des Mittelalters gehörten der nördliche und westliche Teil der heutigen Stadt mit den Hauptorten Pulheim und Stommeln zum Herzogtum Jülich. Sinnersdorf und Orr wurden vom Herzogtum Berg und vom Kurfürstentum Köln gemeinsam verwaltet. Der südliche Teil um Brauweiler bildete eine eigene Unterherrschaft im Kölner Erzstift.
Bedeutende Grundherren in allen Orten waren geistliche Institutionen wie Kölner Stifte und Klöster sowie die Abtei Brauweiler. Das prägende Element im Bild aller Siedlungen bildeten ihre landwirtschaftlichen Großbetriebe. Neben dieser geistlichen Grundherrschaft war der Besitz des Adels geringer. Nennenswerte ritterliche Güter gab es in Stommeln und Geyen. Die Anlage der Geyener Wasserburg (Junkerburg) – ein Lehen der Kölner Domkirche – zeigt noch heute die wehrhaften Funktionen eines Adelssitzes. Neben diesen großen Höfen gab es kleinere und mittlere bäuerliche Betriebe, deren Existenz zum Teil nur durch Anpachtung von Ackerland aus dem Besitz der geistlichen Grundherren gewährleistet war.

### Neuzeit
Im Zuge des Truchsessischen Krieges zogen 1581 spanische Truppen durch Pulheim. Zwei Jahre später plünderten wallonische Soldaten die Orte und richteten schwere Schäden an. Bis zum Ende des Konflikts 1589 kam es in Pulheim wiederholt zu Plünderungen. Der Dreißigjährige Krieg erwies sich als noch verheerender; abermals wurden große Teile der Orte zerstört und zudem 1623, 1635 und 1666 von der Pest heimgesucht.
Erst die Auflösung des geistlichen Grundbesitzes während der französischen Herrschaftsperiode am Ende des 18. Jahrhunderts hatte grundlegende soziale Veränderungen zur Folge. Die landwirtschaftlichen Großbetriebe der Kirchen und Klöster wechselten ihre Besitzer. Vielfach wurden sie von den bisherigen Halfen aufgekauft. Ein Teil dieser Höfe wurde ebenso wie der übrige bäuerliche Besitz während des 19. Jahrhunderts durch die bestehende Sitte der Realteilung unter den Erben aufgesplittet. Neue Häuser und Gehöfte wurden gebaut, was zu einer Verdichtung der Bebauung innerhalb der Siedlungen führte. Zahlreiche Backsteinbauten dieser Zeit prägen noch heute die alten Siedlungskerne. Mitte des 19. Jahrhunderts entstand auch Stommelerbusch, der jüngste Ortsteil der heutigen Stadt Pulheim, als Waldrodungssiedlung.
Bereits während der Franzosenzeit von 1794 bis 1815 entstanden auf der unteren Verwaltungsebenen Mairien (Bürgermeistereien): Die Mairie Freimersdorf mit Brauweiler, Dansweiler und Manstedten sowie die Mairie Pulheim mit Sinthern und Geyen waren dem Kanton Weiden untergeordnet. Die Mairie Stommeln mit Sinnersdorf gehörte zum Kanton Dormagen. Ab 1816, dem Gründungsjahr des ehemaligen Landkreises Köln unter preußischer Verwaltung, waren die Orte der heutigen Stadt durch wechselnde Verwaltungseinheiten immer wieder miteinander verknüpft. Als Sitz eines größeren Amtsverbandes trat Pulheim mehrfach in Erscheinung. So bestand das Amt Pulheim bis 1956 aus den Orten Pulheim, Sinnersdorf, Esch, Pesch, Orr, Geyen, Manstedten, Auweiler, Stommeln, Ingendorf und Stommelerbusch.
In den 1960er Jahren setzte – wie in den meisten größeren Städten der Bundesrepublik – auch im Kölner Raum ein Suburbanisierungsprozess ein. Durch seine günstige Lage im nahen Kölner Umland wurde Pulheim vermehrt Ziel von Wohnbevölkerung, die aus der Kernstadt abwanderte. Fast alle Orte der heutigen Stadt Pulheim verzeichneten bis Ende der 1970er Jahre große Bevölkerungszuwächse, und die zuvor ländlichen Strukturen wurden sowohl baulich als auch hinsichtlich des sozialen Gefüges der Bevölkerung städtisch überprägt. Um einer drohenden Eingemeindung durch die Stadt Köln zu entgehen, forcierten die Orte das Wachstum aktiv, indem sie neue Wohngebiete errichteten und ihre Infrastruktur durch den Bau von Schulen, Sportplätzen und anderen öffentlichen Einrichtungen erweiterten.
Die kommunale Neugliederung, die am 1. Januar 1975 in Kraft trat, vereinte die bestehenden Gemeinden Pulheim und Stommeln sowie Teile der Gemeinden Brauweiler und Sinnersdorf zur neuen Großgemeinde Pulheim. Am 1. Januar 1981 wurde die Gemeinde zur Stadt ernannt.

### Einwohnerentwicklung

Einwohnerentwicklung getrennt nach Zentralort (rot) und Stadtgebiet (blau) von 1773 bis 2017 nach nebenstehender Tabelle

| Datum      | Einwohner Zentralort |
| ---------- | -------------------- |
| 00.00.1773 | 577                  |
| 00.00.1804 | 889                  |
| 00.00.1854 | 1.398                |
| 00.00.1871 | 1.508                |
| 00.00.1910 | 1.872                |
| 00.00.1925 | 2.449                |
| 00.00.1933 | 2.708                |
| 00.00.1939 | 2.694                |
| 00.00.1950 | 3.699                |
| 00.00.1960 | 6.006                |
| 06.06.1961 | 6.148                |
| 00.00.1965 | 9.300                |
| 27.05.1970 | 10.871               |
| 30.06.1974 | 14.785               |
| 00.00.1989 | 19.133               |
| 31.12.2007 | 21.516               |
| 28.03.2013 | 21.715               |
| 31.12.2015 | 22.327               |
| 31.08.2016 | 22.402               |
| 31.03.2019 | 22.577               |
| 30.11.2020 | 23.271               |

| Datum      | Einwohner Stadtgebiet |
| ---------- | --------------------- |
| 06.06.1961 | 16.971                |
| 31.12.1962 | 19.768                |
| 31.12.1965 | 23.812                |
| 31.12.1970 | 29.678                |
| 31.12.1975 | 38.242                |
| 31.12.1980 | 44.870                |
| 31.12.1985 | 47.353                |
| 31.12.1990 | 49.353                |
| 31.12.1995 | 51.365                |
| 31.12.2000 | 53.158                |
| 31.12.2005 | 53.694                |
| 31.12.2007 | 53.752                |
| 31.12.2008 | 53.872                |
| 31.12.2009 | 53.842                |
| 31.12.2010 | 53.769                |
| 31.12.2011 | 53.208                |
| 31.12.2012 | 53.080                |
| 31.12.2013 | 53.109                |
| 31.12.2014 | 53.345                |
| 31.12.2015 | 54.200                |
| 31.12.2016 | 53.834                |
| 31.12.2017 | 53.900                |

## Politik
- SPD: 12
- WfP: 5
- Grüne: 13
- FDP: 4
- BVP: 4
- CDU: 23
- AfD: 2
- fraktionslos: 1

### Stadtrat
Durch die Aufteilung der Stadt in 24 Wahlbezirke hat der Rat der Stadt Pulheim eine reguläre Größe von 48 Sitzen. Das Ergebnis der letzten Kommunalwahl am 13. September 2020 führte zu 16 Überhang- und Ausgleichsmandaten, so dass dem Stadtrat derzeit 64 Personen angehören. Hinzu kommt der Bürgermeister, der gemäß Gemeindeordnung für das Land Nordrhein-Westfalen Kraft Amtes Vorsitzender des Rates ist.
Das Wahlergebnis vom September 2020 führte zu folgender Sitzverteilung: CDU 23, SPD 15, B’90/Grüne 13, Bürgerverein Pulheim (BVP) 5, FDP 4, AfD 3, Die Linke 1. Im Oktober 2020, noch vor der konstituierenden Ratssitzung, schlossen sich fünf der in den Rat gewählten SPD-Mitglieder zur Fraktion Wir für Pulheim (WfP) zusammen, so dass der SPD-Fraktion trotz der bei der Wahl errungenen 15 Sitze zunächst nur 10 Mitglieder angehörten. Im Februar 2021 verließ ein Mitglied die Fraktion des BVP und schloss sich der SPD-Fraktion an. Im August 2022 verließ ein Mitglied die Fraktion der AfD. Im Dezember 2022 verstarb ein Mitglied der WfP-Fraktion, woraufhin eine SPD-Vertreterin in den Stadtrat nachrückte. Im März 2023 trat die Vertreterin der Partei Die Linke im Rat der WfP-Fraktion bei.

### Bürgermeister
Bürgermeister ist seit dem 21. Oktober 2009 Frank Keppeler (CDU). Erste stellvertretende Bürgermeisterin ist Elisabeth Rehmann (CDU), zweiter Stellvertreter Walter Lugt (Fraktion Wir für Pulheim).
Keppelers Vorgänger im Amt waren:
- 1999–2009: Karl August Morisse (FDP, 1942–2024) als erster hauptamtlicher Bürgermeister; zuvor war er von 1975 bis 1999 als Gemeinde- bzw. Stadtdirektor bereits Leiter der Verwaltung
- 1994–1999: Clemens Kopp (CDU, 1948–2021)
- 1989–1994: Hartmut Menssen (SPD, 1941–1997)
- 1988–1989: Clemens Kopp (CDU, 1948–2021)
- 1979–1988: Wilhelm Mevis (CDU)
- 1975–1979: Franz-Josef Spalthoff (CDU, 1923–2004)

### Wappen und Banner

Banner

#### Wappen
| Wappen von Pulheim | Blasonierung: „Gespalten von Silber (Weiß) und Blau, vorne ein schwarzer Turm, hinten eine goldene (gelbe) Abtskrümme.“ |
| Wappen von Pulheim | Wappenbegründung: Der Kirchturm stammt aus dem Pulheimer Schöffensiegel, das in Urkunden des 14. und 17. Jahrhunderts bekannt ist, dort zusammen mit dem Jülicher Löwen. Der Turm deutet auf den alten Pfarrsprengel des Gerichtsbezirks hin. Der Krummstab stammt aus dem Wappen der Abtei Brauweiler. Es wurde der Abtei von Kaiser Karl V. mit Urkunde vom 23. November 1547 verliehen. Das Gebiet der Abtei umfasste den gesamten südlichen Teil der heutigen Stadt Pulheim. |

#### Banner
„Die Flagge der Stadt Pulheim zeigt als Banner: Weiß – Blau – Weiß im Verhältnis 1:3:1 längsgestreift mit dem über die Mitte nach oben verschobenen Wappenschild der Stadt auf der mittleren Bahn.“

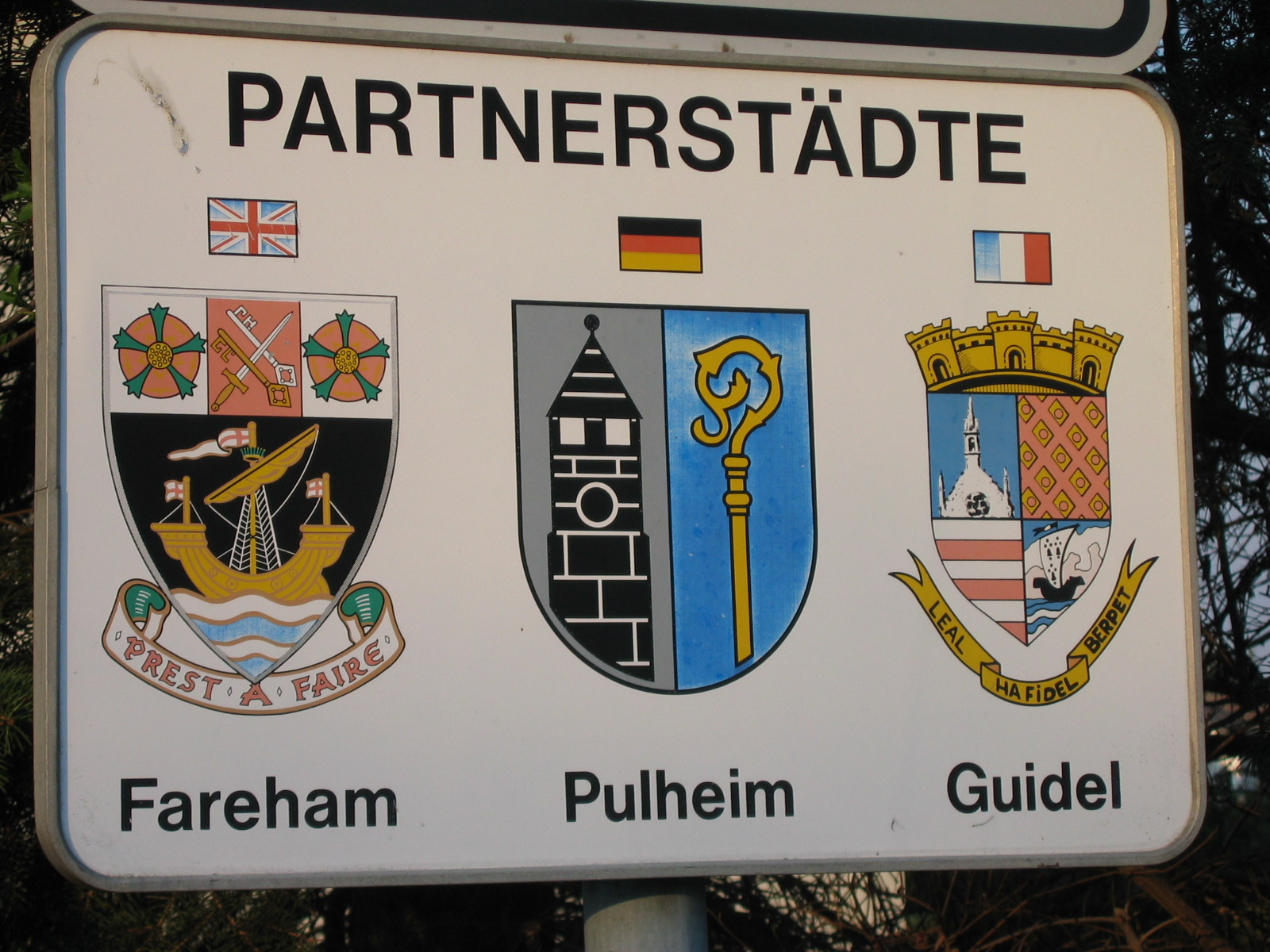
Schild am Ortseingang Pulheim

### Städtepartnerschaften
Die im Jahr 1969 zwischen der damaligen Gemeinde Brauweiler und der französischen Gemeinde Guidel geschlossene Partnerschaft wurde 1975 von der neu gegründeten Großgemeinde Pulheim übernommen. Guidel liegt an der bretonischen Atlantikküste, wenige Kilometer von der Stadt Lorient entfernt, und hat etwa 10.000 Einwohner.
Seit 1984 besteht eine zweite Partnerschaft mit dem südenglischen Fareham. Die knapp 44.000 Einwohner zählende Stadt liegt an der britischen Kanalküste zwischen Portsmouth und Southampton.

## Religion

### Katholiken

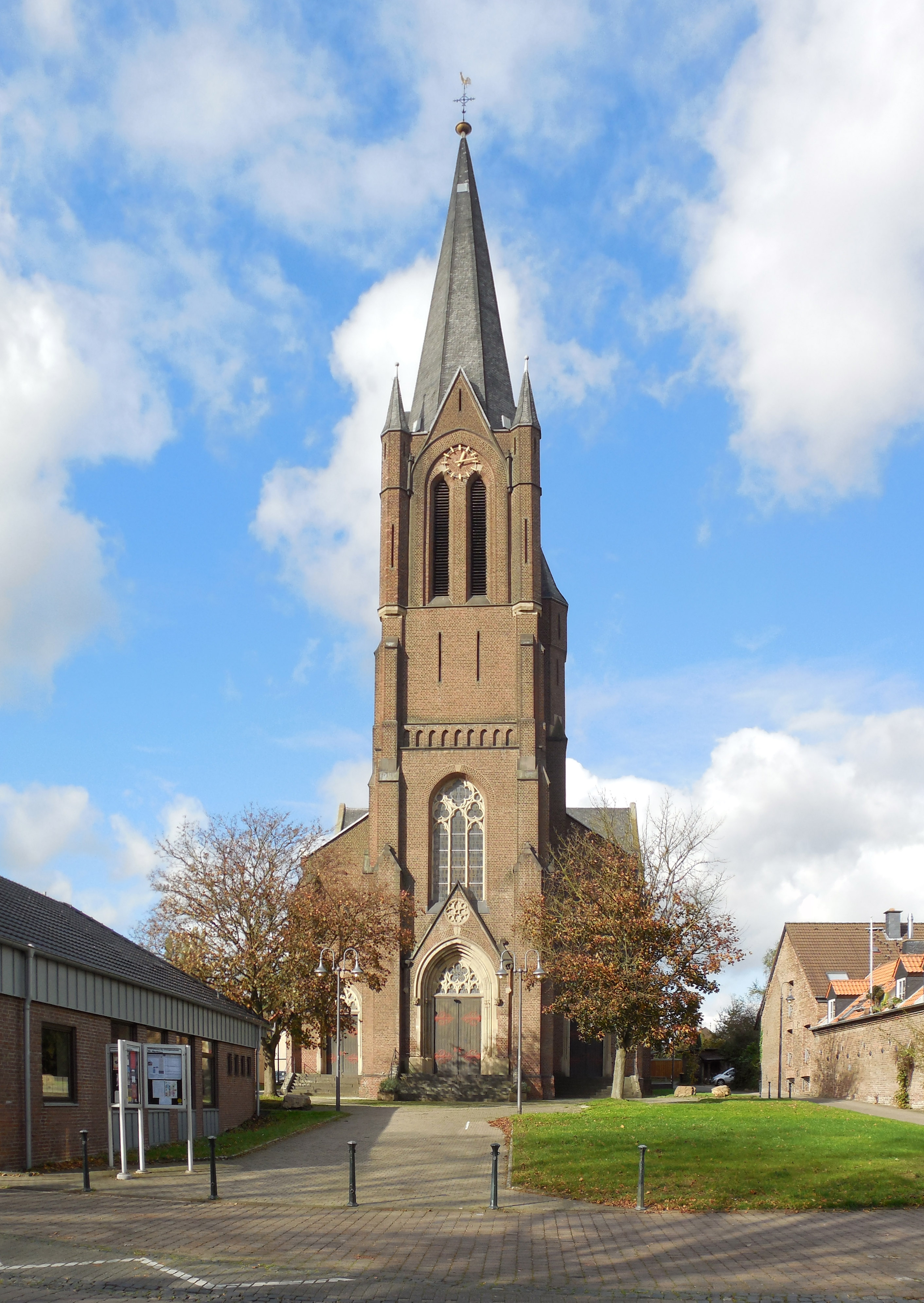
Pfarrkirche St. Martinus in Stommeln

Katholiken waren laut Zensus 2011 damals die größte christliche Konfession in Pulheim. Im Stadtgebiet gibt es sieben Pfarrgemeinden, die zu drei Seelsorgebereichen zusammengefasst sind:
- die Pfarrei St. Kosmas und Damian (auch St. Cosmas und Damianus) in Pulheim Mitte bildet einen eigenen Seelsorgebereich;
- der Seelsorgebereich „Am Stommelerbusch“ umfasst die Pfarreien St. Martinus in Stommeln, St. Hubertus in Sinnersdorf und St. Bruno in Stommelerbusch;
- der Seelsorgebereich „Brauweiler/Geyen/Sinthern“ umfasst die Pfarreien St. Nikolaus in Brauweiler/Dansweiler, St. Cornelius in Geyen und St. Martinus in Sinthern.

Zusammen bilden die Pfarreien den Bereich Pulheim des Dekanats Rhein-Erft-Kreis im Erzbistum Köln.
Zu jeder Pfarrei gehört eine Pfarrkirche gleichen Namens, die meist prägend für das jeweilige Ortsbild ist. Daneben existieren mit St. Maria Königin des Friedens in Dansweiler sowie Alt St. Martinus in Stommeln zwei weitere katholische Kirchen, die aber keine Pfarrkirchen sind.

### Protestanten

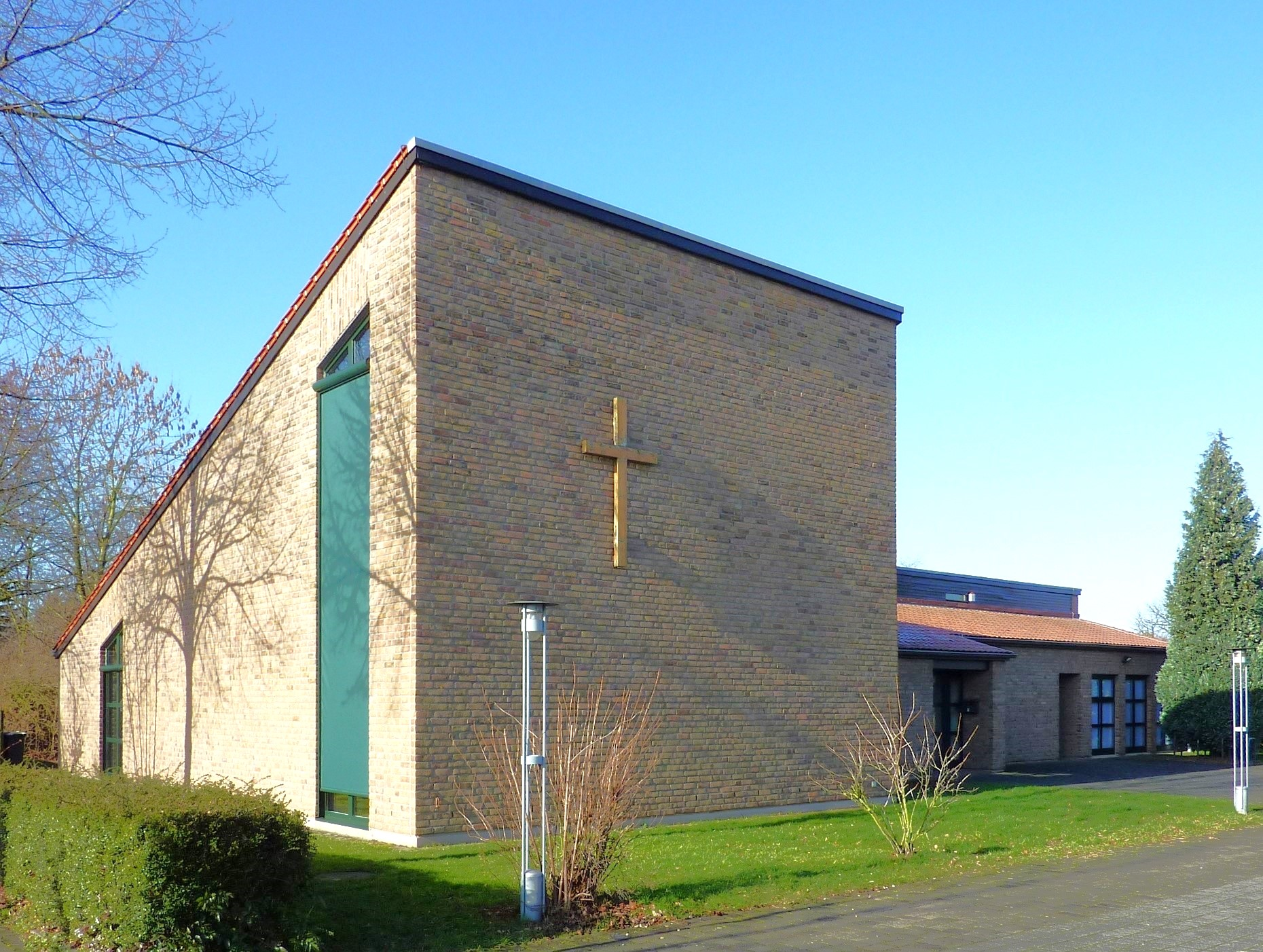
Friedenskirche in Sinnersdorf

Der Anteil evangelischer Christen war im katholisch geprägten Rheinland seit jeher gering. Mit dem starken Bevölkerungszuwachs nach dem Zweiten Weltkrieg, insbesondere durch den Zuzug von Flüchtlingen und Vertriebenen aus protestantischen Gebieten, gewann die evangelische Kirche in Pulheim an Bedeutung.
Seit 2015 sind die evangelischen Christen Pulheims unter dem Dach der Evangelischen Kirche im Rheinland (EKiR) in drei Gemeinden organisiert:
- die Evangelische Kirchengemeinde Pulheim umfasst die Bezirke Pulheim mit der Pulheimer Gnadenkirche, Stommeln mit der Kreuzkirche und Sinnersdorf mit der Friedenskirche; die Gemeinde zählt etwa 7300 Mitglieder;[27]
- zur Evangelischen Kirchengemeinde „Ichthys“ gehört neben dem Pulheimer Bezirk Geyen/Sinthern/Manstedten mit dem Gemeindezentrum „Kirchenladen“ in Sinthern auch der Kölner Bezirk Widdersdorf;
- die Evangelische Christusgemeinde Brauweiler/Königsdorf umfasst den Bezirk Brauweiler/Dansweiler/Freimersdorf mit der Gnadenkirche in Brauweiler sowie den Frechener Bezirk Königsdorf.

Die drei Kirchengemeinden sind Teil des Evangelischen Kirchenkreises Köln-Nord.
Ferner gibt es eine Evangelisch-Freikirchliche Gemeinde (Baptisten), die sich im Pulheimer Kultur- und Freizeitzentrum Walzwerk niedergelassen hat und sich dementsprechend „Kirche im Walzwerk“ nennt.

### Muslime
Im Jahre 2003 wurde in Pulheim die Haci-Bayram-Moschee mit angeschlossenem Gemeindezentrum eröffnet. Träger ist der Verein DITIB Deutsch-Türkisch Islamische Gemeinde Pulheim, der 1979 von türkischstämmigen Zuwanderern gegründet wurde.

## Wirtschaft und Infrastruktur

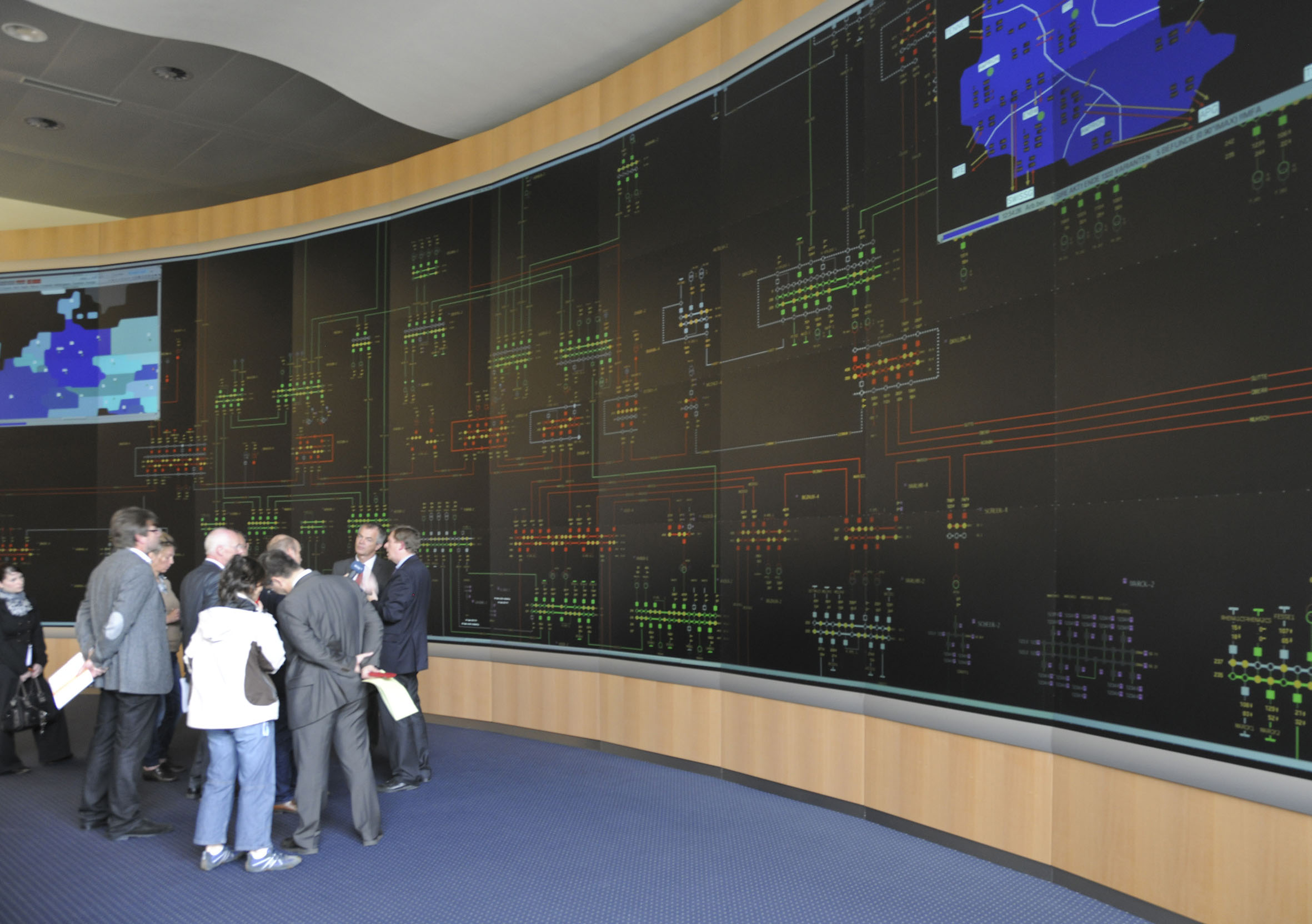
Leitstelle in der Umspannanlage Brauweiler

### Industrie und Gewerbe
Pulheim und seine Orte waren seit jeher agrarisch geprägt, bevor sie ab Mitte des 20. Jahrhunderts zunehmend als Wohnstandort für zuwandernde Bevölkerung dienten. Industrielle Entwicklung in größerem Maßstab fand im Gegensatz zu vielen anderen Kölner Umlandkommunen nicht statt.
Die Stadt verfügt heute über zwei Gewerbegebiete, eines bei Pulheim (ca. 93 ha) und eines bei Brauweiler (ca. 81 ha) gelegen, in denen sich kleine und mittelgroße Betriebe unterschiedlichster Branchen angesiedelt haben. Keimzelle des Brauweiler Gewerbegebiets ist die Umspannanlage Brauweiler, die in den 1920er Jahren von der RWE AG als nördlicher Endpunkt der Nord-Süd-Leitung errichtet wurde. Diese bis heute bestehende Hochspannungs-Verbundleitung verbindet die Grundlastkraftwerke des Rheinischen Braunkohlereviers mit den Wasserkraftwerken in Süddeutschland. Die Umspannanlage wird vom Netzbetreiber Amprion betrieben und spielt eine zentrale Rolle bei der Steuerung des deutschen und europäischen Verbundnetzes.
Weitere größere Gewerbebetriebe in Pulheim sind u. a. das Mercedes-Benz-Logistik-Center, der Verpackungshersteller VG Nicolaus, der Kosmetikhersteller MAXIM Markenprodukte sowie die Baustoffproduzenten Kann und Betonia. Das außerhalb der Gewerbegebiete gelegene ehemalige Kaltwalzwerk Uebemann wurde nach Einstellung der Produktion in den 1990er Jahren in einen multifunktionalen Standort für Unternehmen aus Kultur, Gastronomie, Einzelhandel und Dienstleistung („Walzwerk“) umgebaut.

### Einzelhandel
Unter den Kommunen im Raum Köln verfügt Pulheim über die Bevölkerung mit der höchsten Kaufkraft (Stand: 2014). Diese fließt jedoch zu einem großen Teil in andere Kommunen ab, da viele Einzelhandelsbranchen in Pulheim unterrepräsentiert oder gar nicht vertreten sind. Die Stadt spielt daher auch als regionales Versorgungszentrum nur eine untergeordnete Rolle.
Lokal bedeutende Einzelhandelsstandorte sind neben dem Hauptort vor allem Stommeln und Brauweiler.

### Bildung

#### Schulen
Pulheim verfügt über neun Grundschulen, die alle als Offene Ganztagsschulen geführt werden:
- Barbaraschule (Katholische Grundschule Pulheim)
- Schule am Buschweg (Katholische Grundschule Pulheim)
- Christinaschule (Gemeinschaftsgrundschule Stommeln)
- Dietrich-Bonhoeffer-Schule (Evangelische Grundschule Pulheim)
- Horionschule (Gemeinschaftsgrundschule Sinnersdorf)
- Katholische Grundschule Kopfbuche Pulheim
- Richezaschule (Gemeinschaftsgrundschule Brauweiler)
- Gemeinschaftsgrundschule Sinthern/Geyen
- Wolfhelmschule (Gemeinschaftsgrundschule Dansweiler)

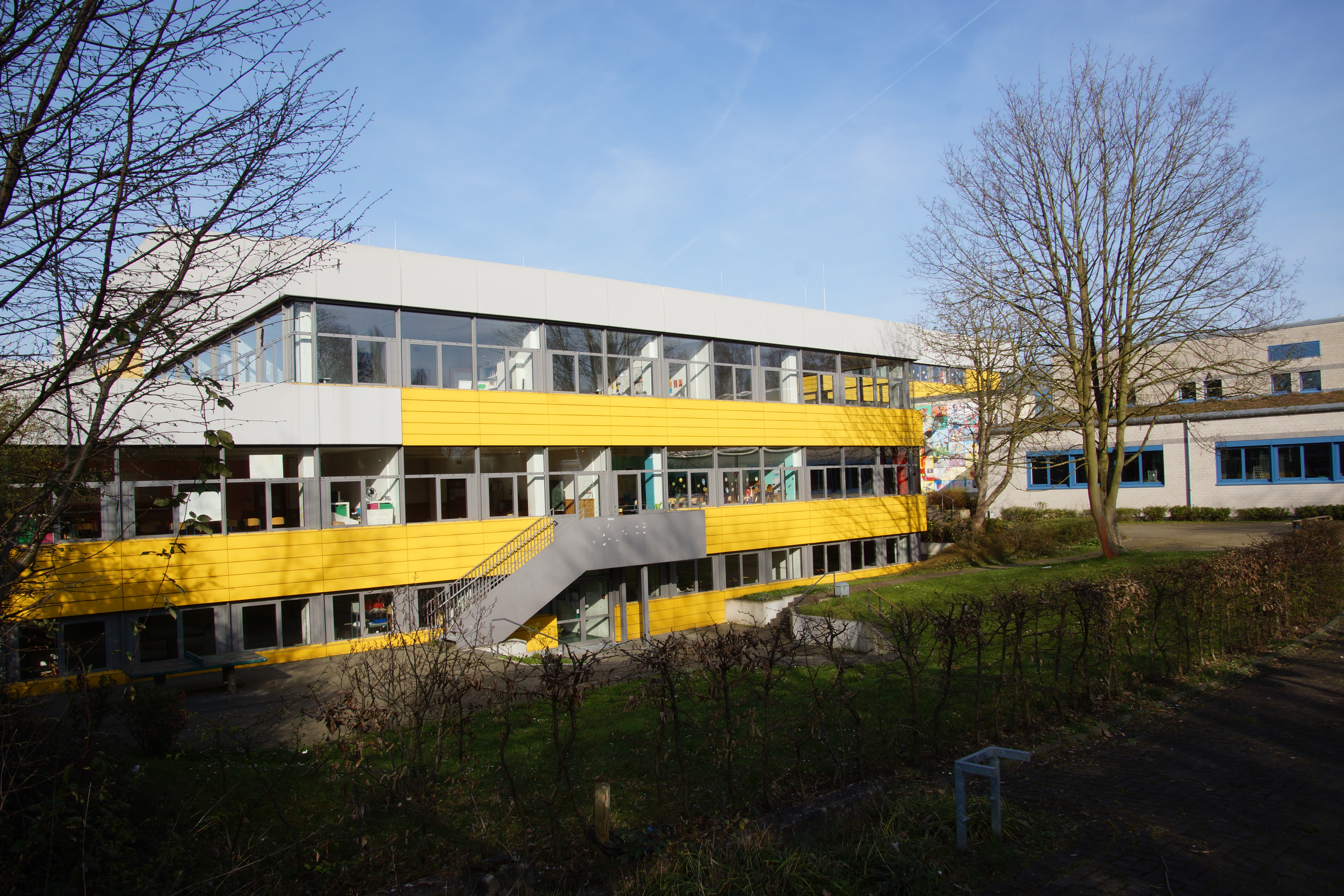
Abtei-Gymnasium Brauweiler

Die städtischen weiterführenden Schulen sind in zwei Schulzentren in Pulheim und Brauweiler konzentriert:
- Geschwister-Scholl-Gymnasium Pulheim
- Abtei-Gymnasium Brauweiler
- Gesamtschule Brauweiler (mit Gründung der Gesamtschule im Jahre 2014 wurde die Schließung der Arthur-Koepchen-Realschule Brauweiler und der Gemeinschaftshauptschule Pulheim beschlossen[35], die zum Ende des Schuljahres 2018/19 ausliefen)
- Marion-Dönhoff-Realschule Pulheim

Ebenfalls in städtischer Trägerschaft befindet sich die „Schule an der Jahnstraße“, eine Förderschule mit den Schwerpunkten Lernen, Emotionale und soziale Entwicklung und Sprache (Primarstufe und Sekundarstufe I).
Zwei weitere Schulen befinden sich nicht in städtischer Trägerschaft:
- die Integrierte deutsch-italienische Gesamtschule „Papst Johannes XXIII.“ des Erzbistums Köln (Stommeln)
- die „LVR-Donatusschule“, Rheinische Schule für Körperbehinderte (Brauweiler)

#### Bibliotheken

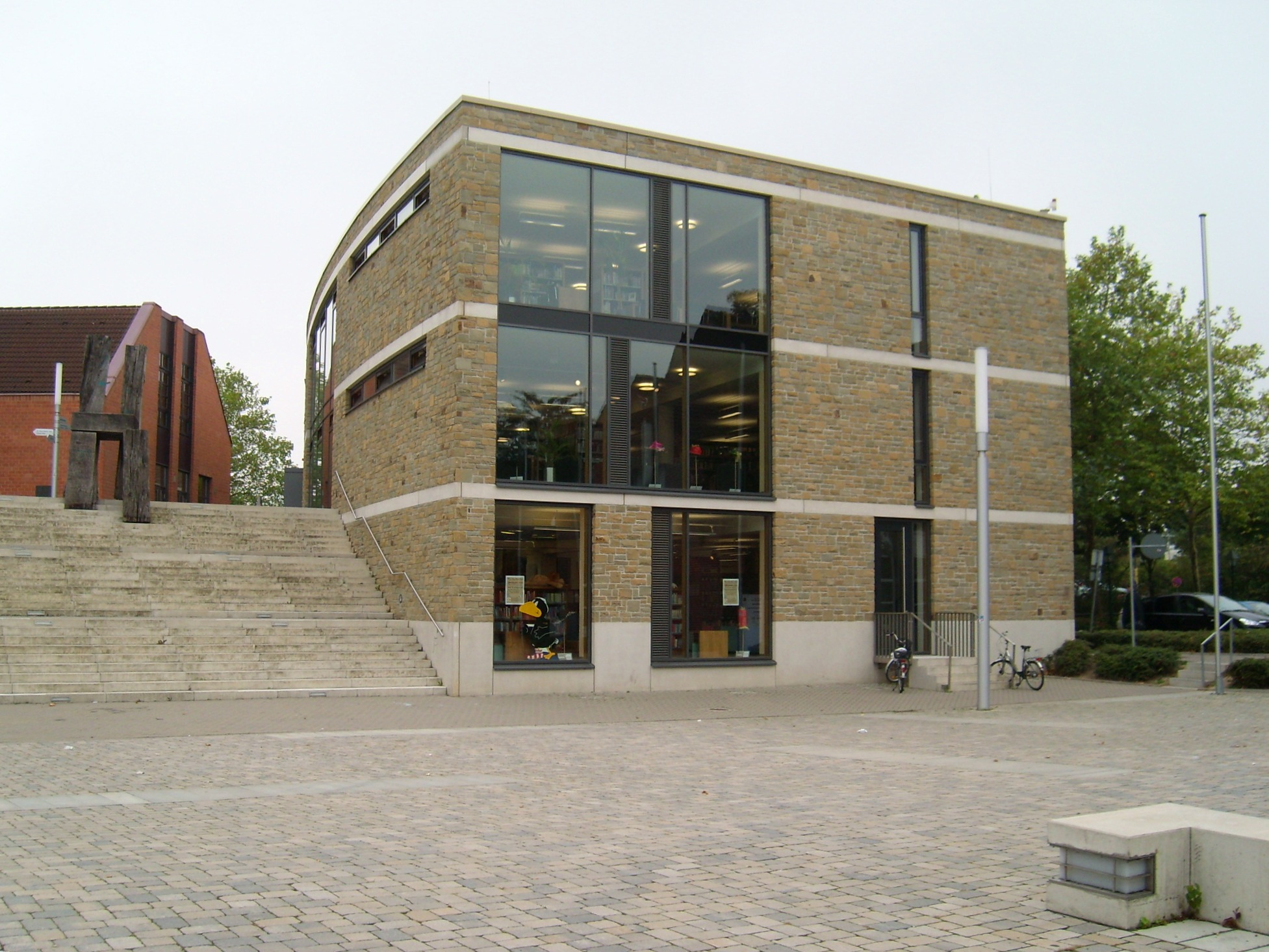
Rückseite der Stadtbücherei Pulheim

Die Stadtbücherei Pulheim verfügt über einen Medienbestand von ca. 50.000 Büchern, CDs, CD-ROMs, DVDs und Zeitschriften. Ein besonderer Schwerpunkt liegt in der Leseförderung für Kinder. Seit Februar 2006 befindet sich die Bibliothek im neu errichteten Kultur- und Medienzentrum unmittelbar neben dem Rathaus.
Ferner gibt es sechs kirchliche öffentliche Büchereien in den Ortsteilen Pulheim, Stommeln, Brauweiler, Geyen und Sinnersdorf sowie zwei größere Schulbibliotheken in den Schulzentren Pulheim und Brauweiler.

### Verkehr

#### Straßenverkehr

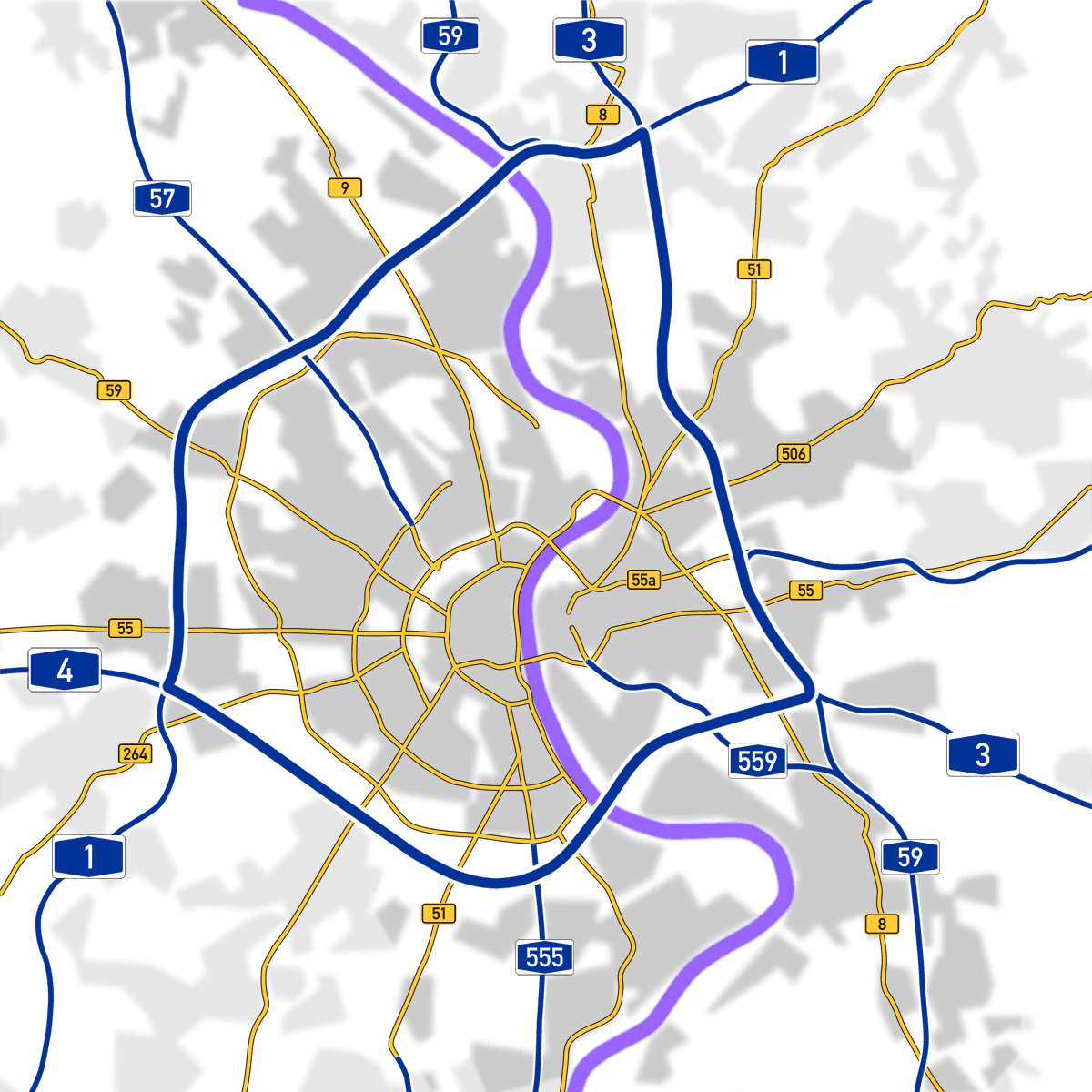
Kölner Autobahnring

Pulheim liegt nahe dem Kölner Autobahnring. Auffahrten auf die A 1, die A 57 und die A 4 befinden sich unweit der Stadtgrenze auf Kölner bzw. Frechener Stadtgebiet.
Zentrale Verkehrsachse ist die Bundesstraße 59, die als radiale Ausfallstraße von Köln aus in nordwestlicher Richtung bis nach Mönchengladbach führt und dabei Pulheim und Stommeln passiert. Bis zur Fertigstellung der Ortsumgehung (B 59n) im Jahr 2006 durchquerte die B 59 als Venloer Straße beide Orte. Der ehemalige Verlauf wurde zur Landes- bzw. Kreisstraße zurückgestuft. Die Bundesstraße stellt auch den Anschluss an die A 1 her (Anschlussstelle Köln-Bocklemünd).
In Nord-Süd-Richtung stellt die L 183 die wichtigste Verbindung dar, von der Anschlussstelle an die A 57 (Köln-Worringen) im Norden bis zur Anschlussstelle an die A 4 (Frechen-Nord) im Süden. Dabei umfährt die Landesstraße Sinnersdorf, durchquert den Zentralort Pulheim, wo sie zum Teil als innerörtliche Umgehungsstraße (Steinstraße) geführt wird, und passiert Geyen/Sinthern und Brauweiler/Freimersdorf. Planungen für eine Fortführung der Ortsumgehung von Sinnersdorf, die auch eine Umfahrung des Zentralortes ermöglichen würde (sog. Ostumgehung Pulheim), ruhen auf Landesebene derzeit (Stand Januar 2023).

#### Busverbindungen

Bus- und Bahnlinien im Pulheimer Stadtgebiet

Pulheim verfügt über kein eigenes Stadtbusnetz. Derzeit (Stand: März 2021) verkehren acht Linien der REVG sowie eine Linie der KVB im Stadtgebiet:
- Linie SB91: Schnellbuslinie, führt vom Bahnhof Dormagen zum Bahnhof Brühl und hält an ausgewählten Haltestellen u. a. in Sinnersdorf, Pulheim, Geyen und Brauweiler, außerdem an den S-Bahn-Haltestellen Köln-Worringen und Köln-Weiden West
- Linie 125: bindet Sinnersdorf an das Kölner Busnetz (KVB) an und hält u. a. am Busbahnhof Köln-Chorweiler (Anschluss an S-Bahn und Kölner Stadtbahn);
- Linie 949: führt von Brauweiler zur Stadtbahnhaltestelle Köln-Weiden Zentrum;
- Linie 961: führt von Bergheim zur Stadtbahnhaltestelle Köln-Weiden West und durchquert dabei Dansweiler und Brauweiler;
- Linie 962: führt von der S-Bahn-Haltestelle Frechen-Königsdorf zur Stadtbahnhaltestelle Köln-Bocklemünd und durchquert dabei Dansweiler und Brauweiler;
- Linie 967: ist hinsichtlich Fahrtzeiten und Routen auf den Schülerverkehr abgestimmt und fährt alle Pulheimer Stadtteile an (verkehrt nur an Schultagen);
- Linie 970: führt von Bergheim zur Stadtbahnhaltestelle Köln-Bocklemünd und durchquert dabei Pulheim und Stommeln;
- Linie 972: führt von Bergheim zum Schulzentrum Brauweiler (verkehrt nur an Schultagen);
- Linie 980: führt von Frechen zur S-Bahn-Haltestelle Köln-Worringen und durchquert dabei Brauweiler, Sinthern, Geyen, Pulheim und Sinnersdorf.

#### Schienenverkehr

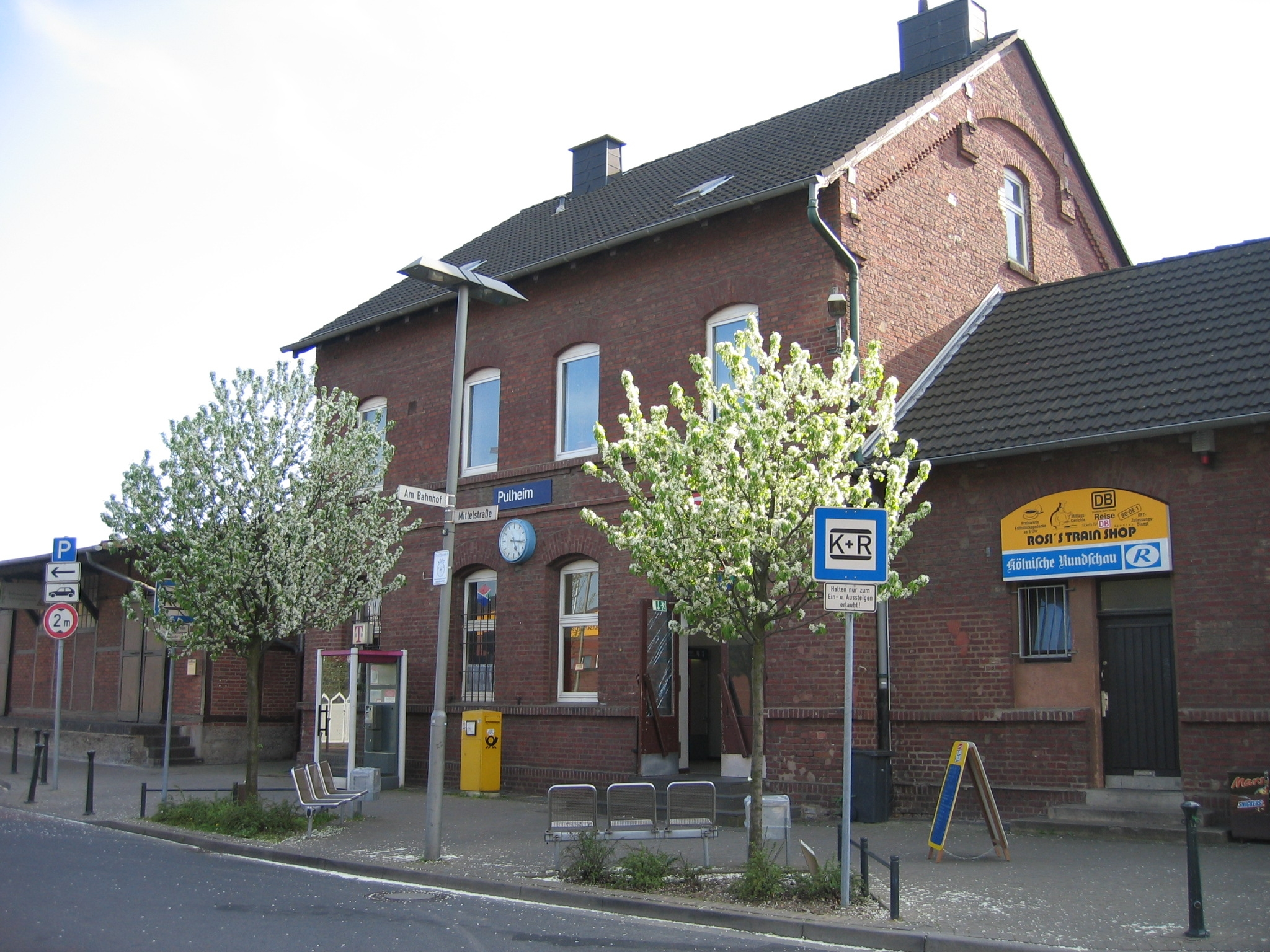
Bahnhof Pulheim

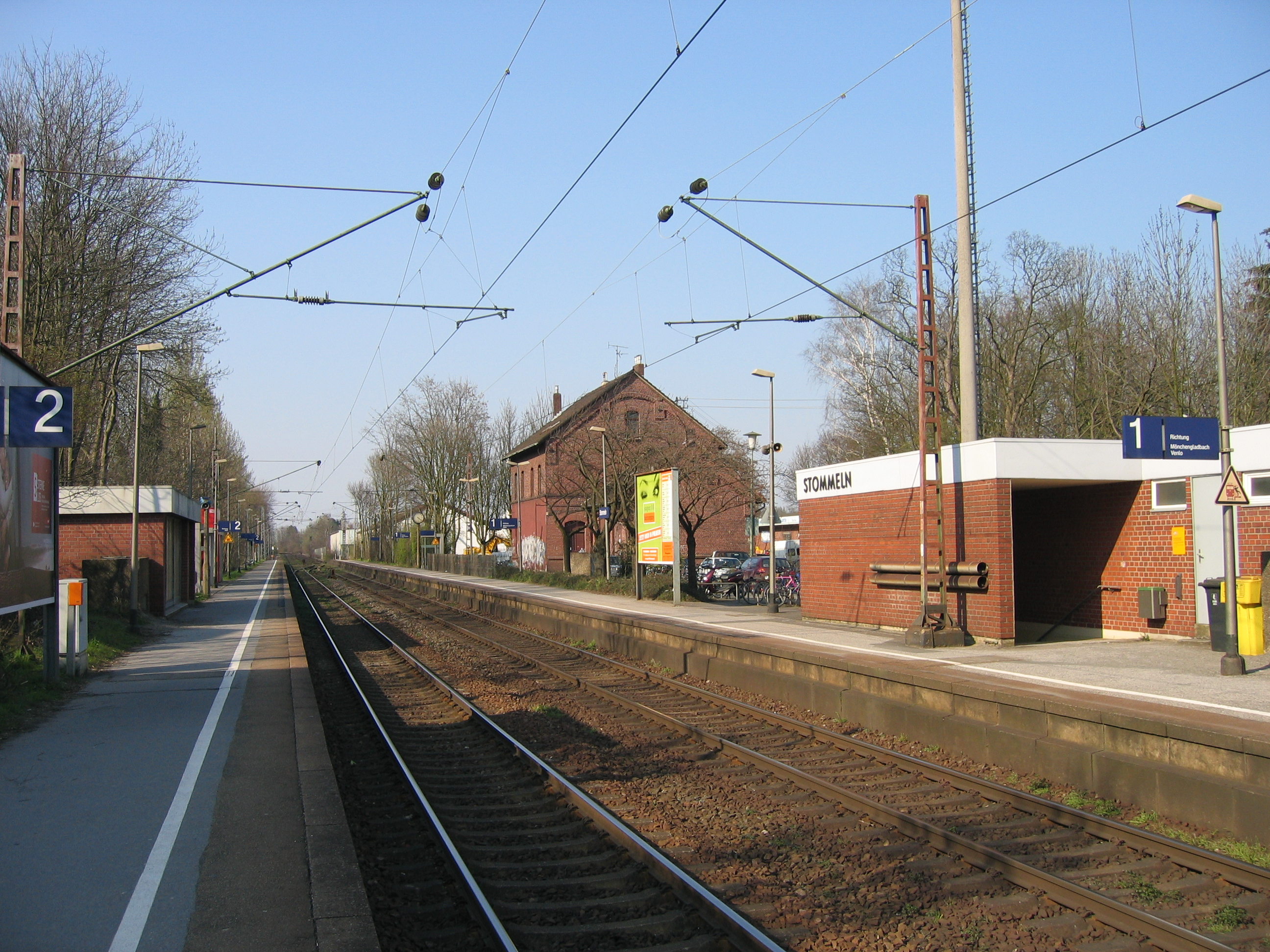
Bahnhof Stommeln

Weitgehend parallel zur Venloer Straße verläuft die Bahnstrecke Rheydt–Köln-Ehrenfeld, auf der der Rhein-Erft-Express (RE 8) sowie die Rhein-Erft-Bahn (RB 27) verkehren. Pulheim ist über jeweils einen Bahnhof im Zentralort und in Stommeln an die Strecke angeschlossen und verfügt somit über direkte Verbindung zum Kölner Hauptbahnhof (Fahrtzeit ab Pulheim ca. 15 Minuten). Züge zum Hauptbahnhof verkehren an Werktagen tagsüber zweimal pro Stunde, in den Abendstunden sowie an Wochenenden stündlich. Die Regional-Bahn (RB 27) bietet einmal pro Stunde eine direkte Verbindung zum Flughafen Köln/Bonn (Fahrtzeit ab Pulheim ca. 30 Minuten).
Anschlüsse an das Kölner S-Bahn- und Stadtbahnnetz befinden sich außerhalb des Pulheimer Stadtgebietes. Einige sind über Busverbindungen von Pulheim aus erreichbar und/oder verfügen über Park-and-Ride-Anlagen, u. a.:
- im Norden die S-Bahn-Haltestelle Köln-Worringen (Linie S 11 nach Köln Hbf. und Düsseldorf Hbf. sowie weiter zum Flughafen Düsseldorf, Linie S 6 nach Köln Hbf.);
- im Osten die Stadtbahnhaltestelle Köln-Bocklemünd (Linien 3 und 4 nach Köln-Neumarkt und weiter nach Köln-Deutz/LANXESS arena);
- im Süden die kombinierte S-Bahn- und Stadtbahnhaltestelle Köln-Weiden West (Linie S 19 nach Köln Hbf. und Düren, Linie S 12 nach Köln Hbf. und Kerpen-Horrem, Stadtbahnlinie 1 nach Köln-Neumarkt und weiter nach Köln-Deutz/Messe).

### Gerichtsbarkeit
Pulheim gehört zum Amtsgerichtsbezirk Bergheim.

## Kultur und Sehenswürdigkeiten

### Theater und Museen
Zentraler Veranstaltungsort für kulturelle Veranstaltungen wie Theater, Kabarett, Konzerte oder Lesungen ist das städtische Kultur- und Medienzentrum mit dem Dr.-Hans-Köster-Saal und dem sog. Kleinen Saal. Auch die Räumlichkeiten der Abtei Brauweiler werden für diese Zwecke genutzt. Daneben ist das privat betriebene Walzwerk Standort für kulturelle Angebote: Das Theater im Walzwerk bietet ein regelmäßiges Veranstaltungsprogramm aus Musik, Theater und Kleinkunst, und in der Kranhalle war von 2014 bis 2021 die Kammeroper Köln beheimatet. Außerdem befinden sich diverse Künstlerateliers im Walzwerk, und die ZDF-Sendung Bares für Rares wird hier aufgezeichnet.
Im Stommelner Feuerwehrhaus ist das Heimatmuseum Stommeln eingerichtet. Es ist aus einer privaten heimatkundlichen Sammlung hervorgegangen und seit 1993 in städtischer Trägerschaft. Neben Exponaten aus der dörflichen Geschichte werden auch Funde aus Ausgrabungen ausgestellt. Im Jahr 2008 eröffnete der Landschaftsverband Rheinland (LVR) die Gedenkstätte Brauweiler in der Abtei mit einer Dauerausstellung zur Geschichte der Arbeitsanstalt Brauweiler zwischen 1933 und 1945. Ebenfalls in der Brauweiler Abtei befindet sich das Archiv für Künstlernachlässe mit einem Schaulager sowie einem Schauraum, in dem wechselnde Ausstellungen präsentiert werden.

### Bauwerke

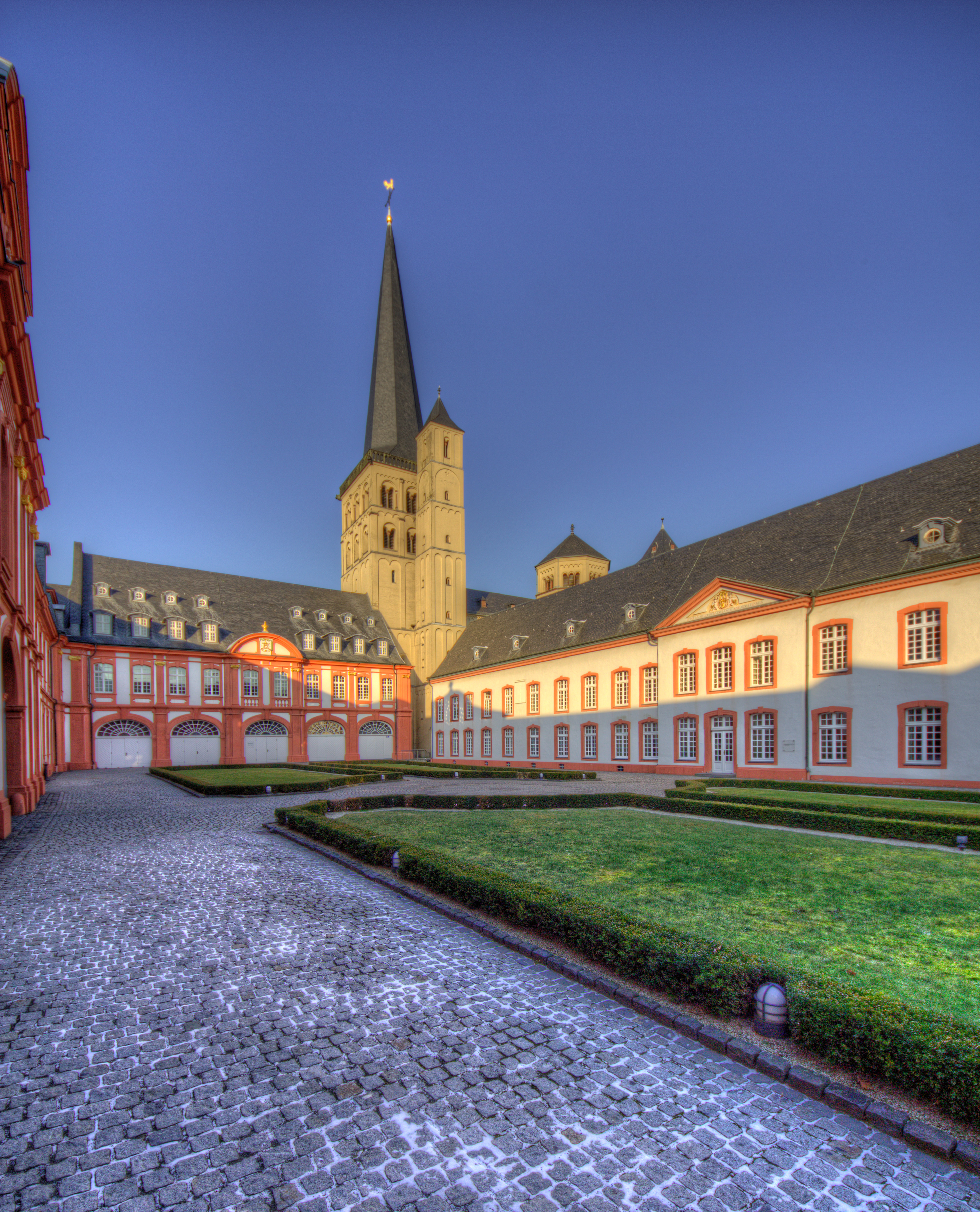
Abtei Brauweiler
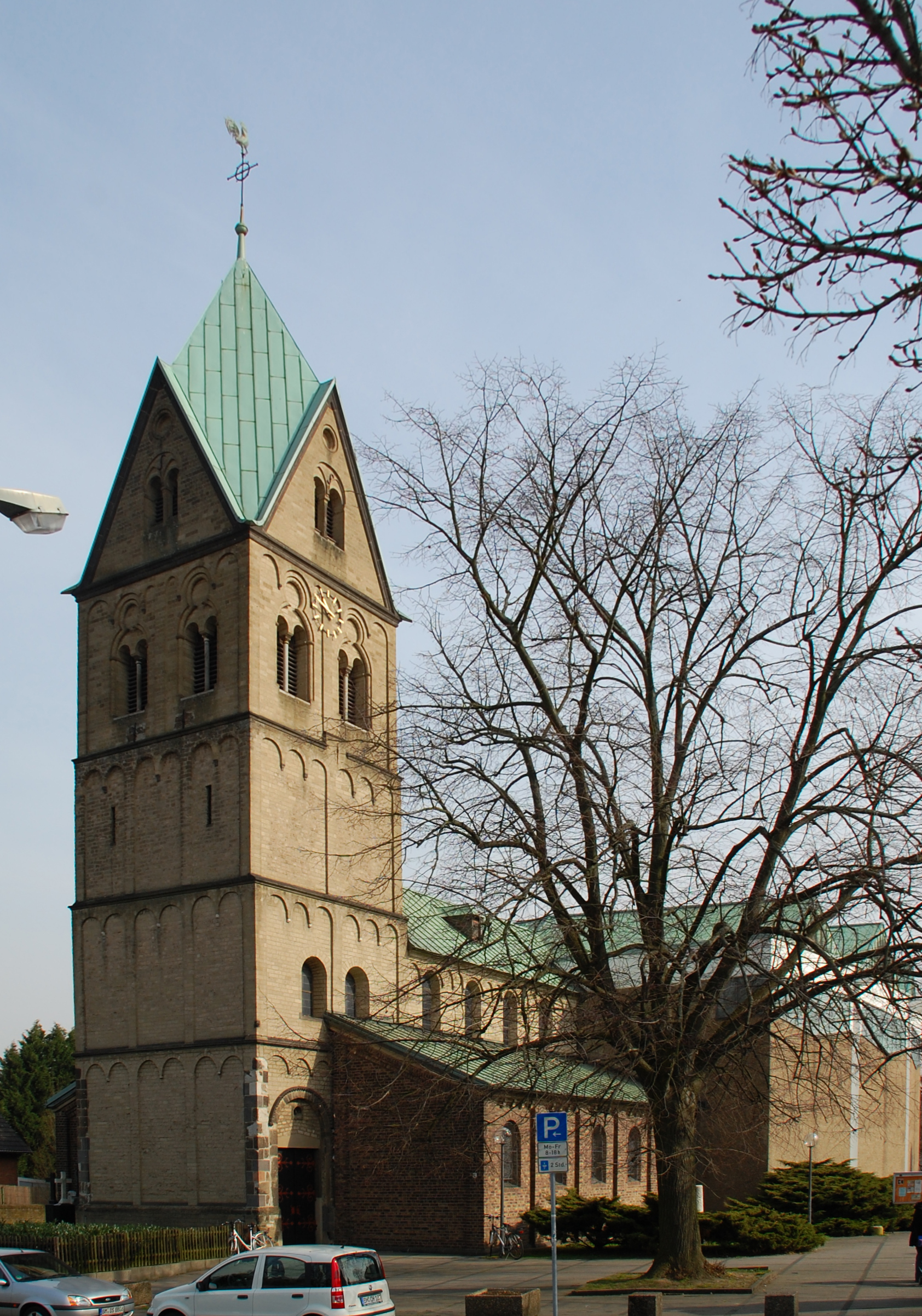
Pfarrkirche St. Kosmas und Damian
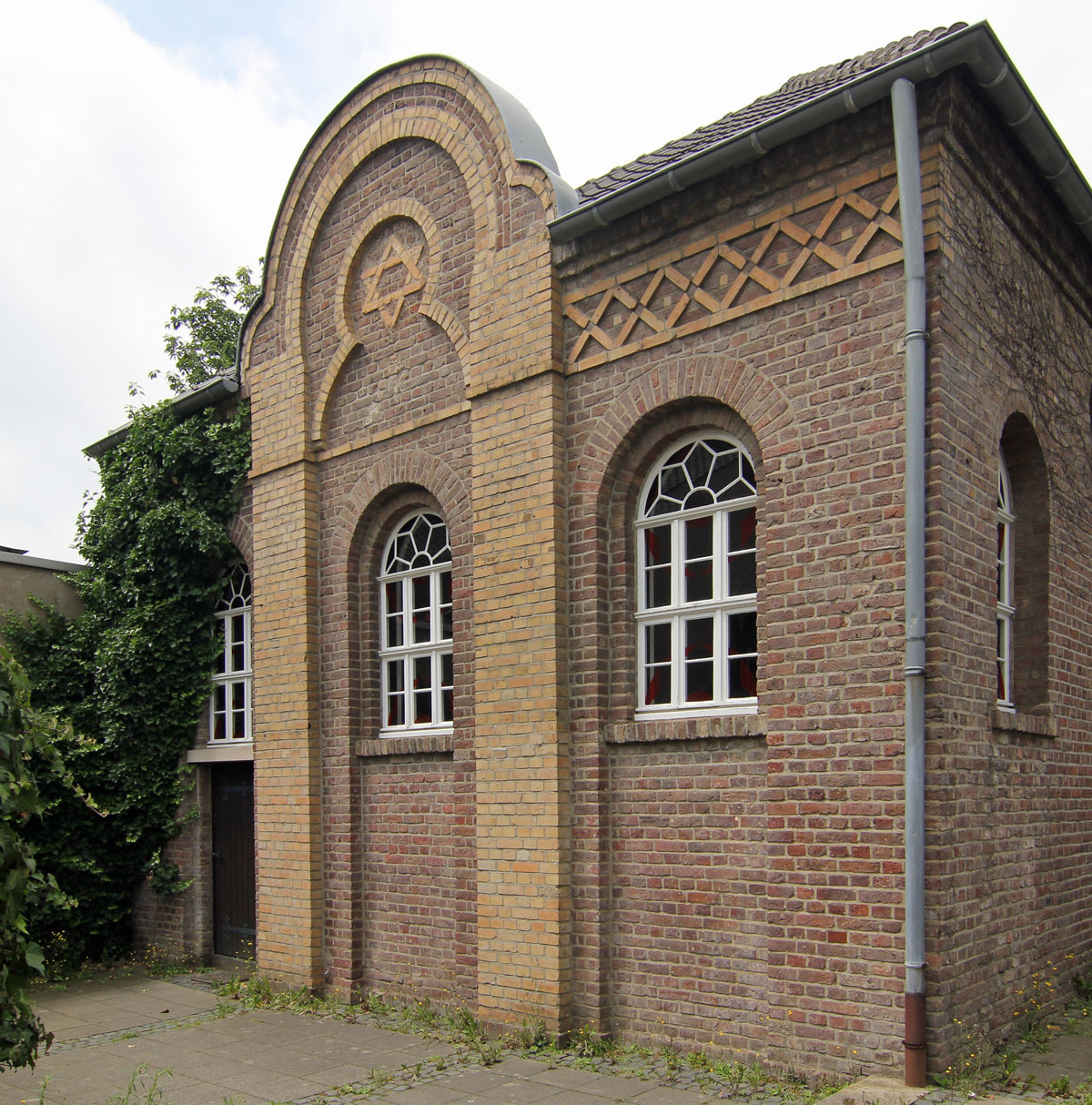
Synagoge Stommeln
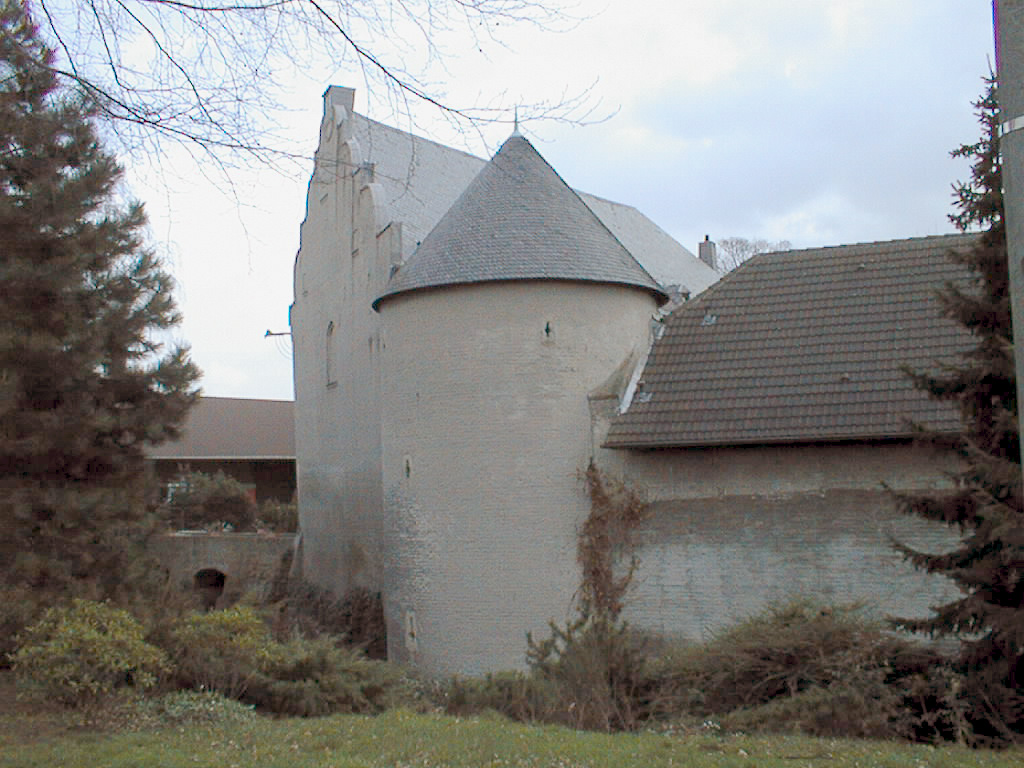
Geyener Junkerburg
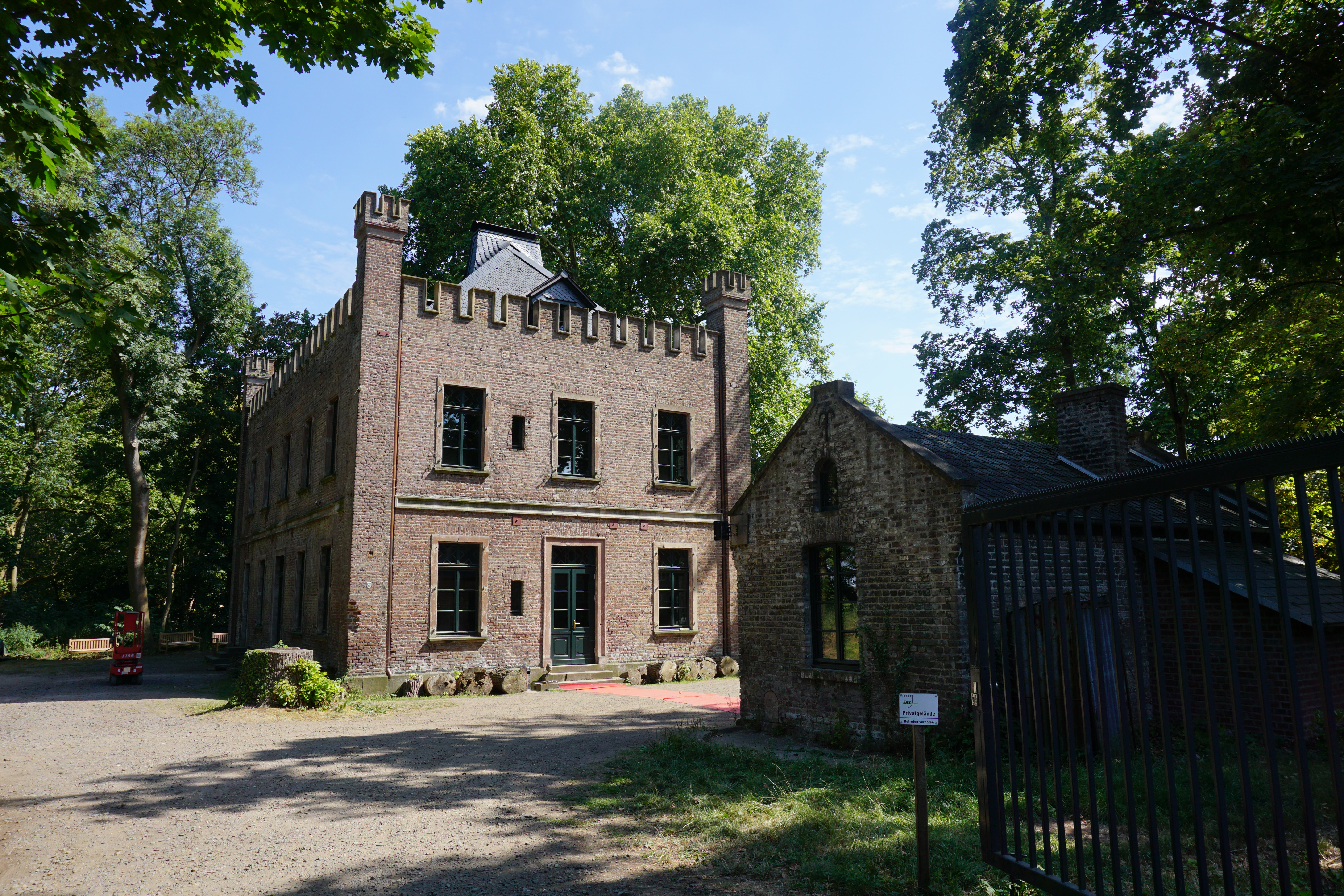
Haus Orr
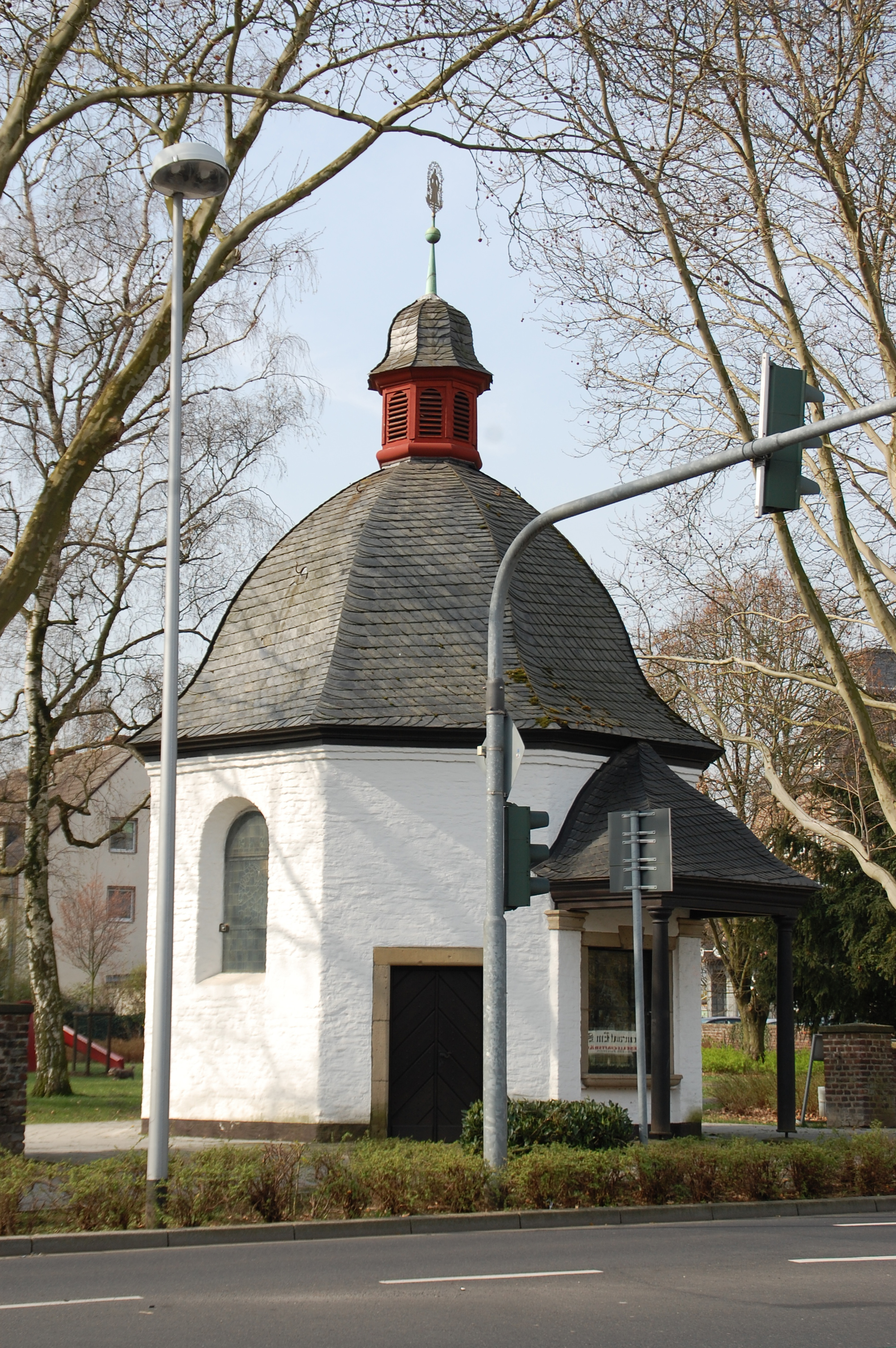
Barbarakapelle
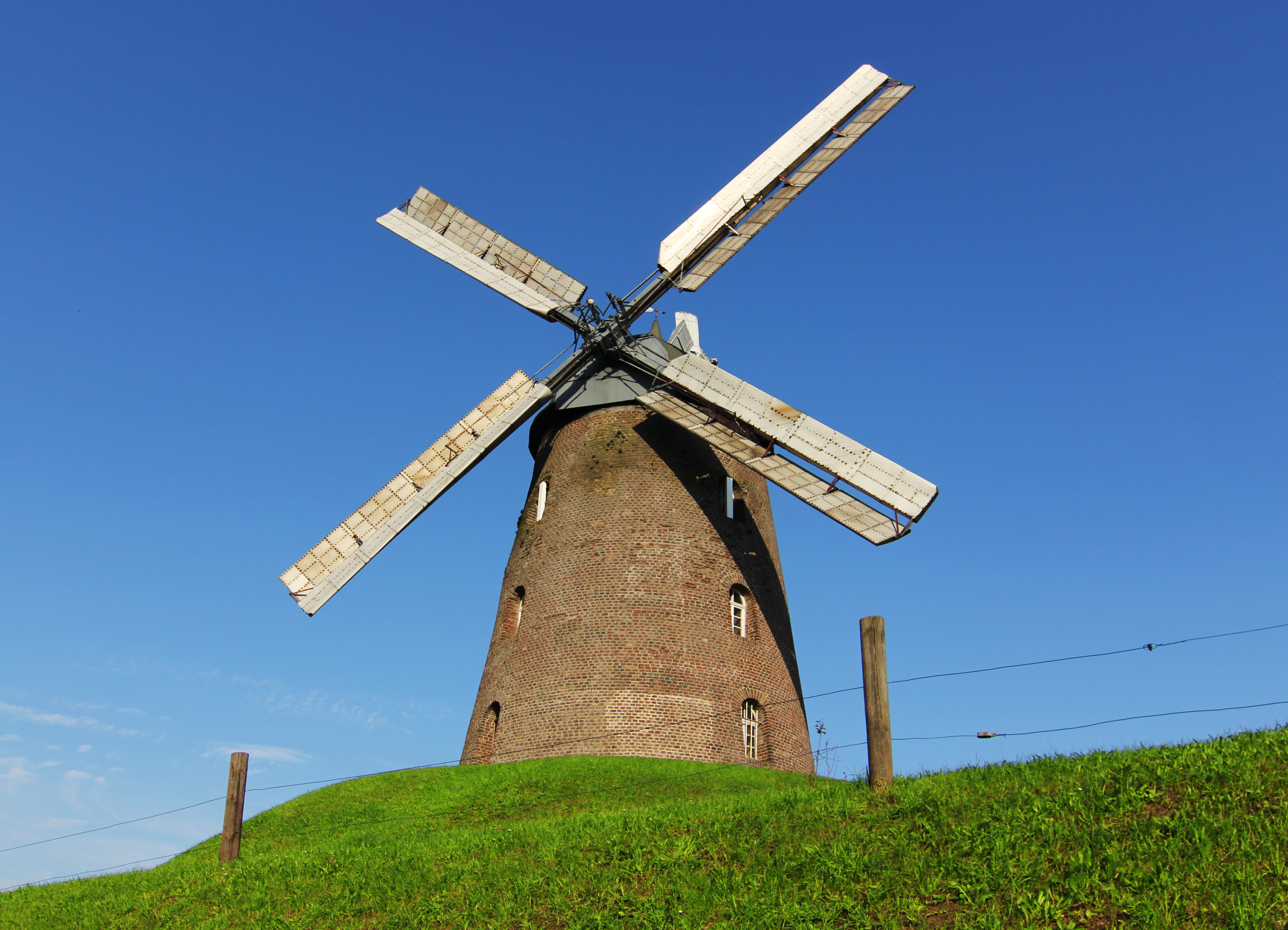
Stommelner Windmühle
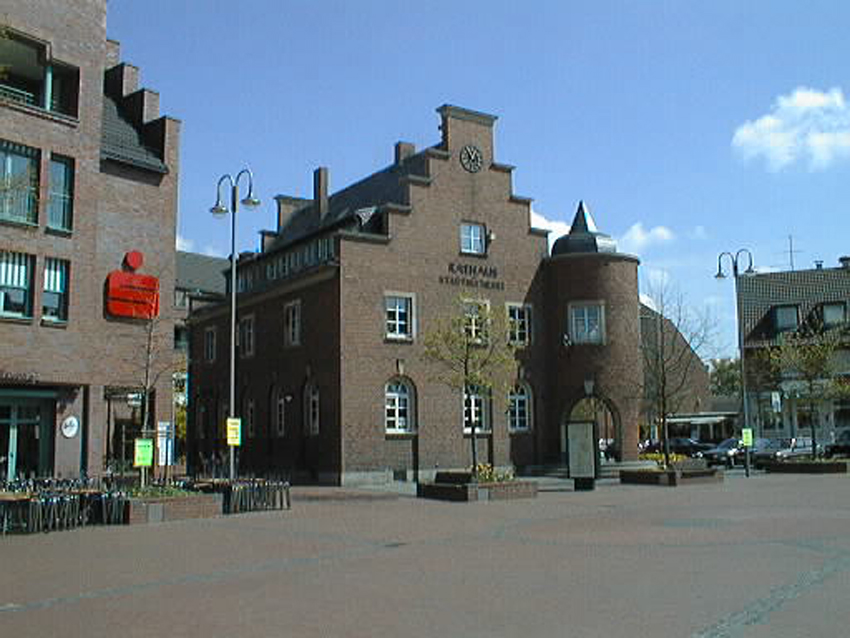
Altes Rathaus in Pulheim

#### Abtei Brauweiler
Die ehemalige Benediktinerabtei in Brauweiler gilt als bedeutendstes Baudenkmal im Stadtgebiet. Sie wurde im Jahr 1024 durch den Pfalzgrafen Ezzo und seine Frau Mathilde gegründet. Der Bau der ehemaligen Abteikirche und heutigen Pfarrkirche Sankt Nikolaus und Sankt Medardus begann 1136, die Errichtung des barocken Prälaturgebäudes 1780. Nach der Säkularisation 1802 dienten die Abteigebäude nacheinander u. a. als Bettler- und Arbeitsanstalt, in der NS-Zeit wurden einzelne Gebäude als Konzentrationslager und Gefängnis genutzt. Zuletzt befand sich ein Landeskrankenhaus für Psychiatrie in den Räumlichkeiten, das 1978 geschlossen wurde.
In den 1980er Jahren wurde die Abtei umfassend saniert und restauriert. Sie dient heute als Veranstaltungs- und Ausstellungsort und ist Sitz des LVR-Amtes für Denkmalpflege im Rheinland sowie des LVR-Archivberatungs- und Fortbildungszentrums. Seit 2010 ist auch das Archiv für Künstlernachlässe der Stiftung Kunstfonds in der Abtei angesiedelt.

#### Pfarrkirche St. Kosmas und Damian
Die Pulheimer Pfarrkirche St. Kosmas und Damian blickt auf eine etwa tausendjährige Geschichte zurück, während der sie mehrfach umgebaut und erweitert wurde. Die ältesten Teile haben ihren Ursprung in einer fränkischen Saalkirche, die bereits um das Jahr 1000 errichtet wurde. Der romanische Turm stammt aus dem 12./13. Jahrhundert. Ihr heutiges Aussehen erhielt die Kirche Anfang der 1970er Jahre, als man den neuromanischen Erweiterungsbau aus dem Jahre 1885 durch einen modernen Betonbau ersetzte. Die Kirche verfügt über etwa 600 Sitz- und 1000 Stehplätze.

#### Synagoge Stommeln
Die 1882 erbaute ehemalige Stommelner Synagoge ist eines der wenigen jüdischen Gotteshäuser in Deutschland, das die Zeit des Nationalsozialismus unbeschadet überstanden hat. Bereits in den 1920er Jahren hatten viele Juden den Ort verlassen, so dass die Synagoge nicht mehr ihrem ursprünglichen Zweck diente. Ab 1937 nutzte ein Landwirt sie als Abstellkammer, wodurch sie der Zerstörung entging. Anfang der 1980er Jahre restaurierte die Stadt das verfallene Gebäude und nutzt es seitdem für kulturelle Veranstaltungen.

#### Geyener Junkerburg
Die Geyener Junkerburg ist eine ehemalige Wasserburg, die einst als Zollhof an der Grenze der kurkölnischen und Jülicher Territorien diente. Die früheste urkundliche Erwähnung stammt aus dem Jahr 1337. Die heutigen Gebäude wurden nach einem Brand des Vorgängerbaus ab 1664 errichtet.

#### Haus Orr
Das ehemalige Rittergut Haus Orr wurde 1838 als frühes Beispiel neugotischer Profanarchitektur im Rheinland erbaut. Als Architekt gilt der spätere Kölner Dombaumeister Ernst Friedrich Zwirner. Nach dem Zweiten Weltkrieg verfiel das Gebäude, der umgebende Landschaftspark verwilderte. Ab 2010 wurde das Herrenhaus in privater Initiative instand gesetzt und wird heute als Veranstaltungsort genutzt.

#### Barbarakapelle
Die barocke Barbarakapelle in Pulheim wurde 1687 in Form eines Oktogons errichtet. Auf dem Gelände des ehemaligen Friedhofs, der Ende des 19. Jahrhunderts um die Kapelle herum angelegt wurde, befindet sich heute der Barbarapark.

#### Stommelner Windmühle
Die Turmwindmühle wurde zwischen 1860 und 1864 errichtet und ist das Wahrzeichen von Stommeln. Mehrere Vorgängerbauten an gleicher Stelle sind ab dem Jahr 1571 belegt. Die Mühle war bis 1975 in Betrieb, zuletzt zur Futtermittelproduktion.

#### Altes Rathaus in Pulheim
Das alte Pulheimer Rathaus wurde 1925 erbaut. Nach Fertigstellung des neuen Rathauses 1983 war hier bis 2006 die Stadtbücherei untergebracht. Heute dient es als „Haus der Vereine“ und beherbergt einen Gastronomiebetrieb.

### Grünflächen und Naherholung

#### RegioGrün
Pulheim ist Teil des interkommunalen Regionale-2010-Projektes RegioGrün, das Grün- und Freiflächen im linksrheinischen Kölner Umland sichern und als Naherholungsgebiet entwickeln soll. Ziel ist es, durch die Schaffung von fünf Freiraumkorridoren eine Verbindung vom Äußeren Kölner Grüngürtel zum Chorbusch, zur Ville und zur Erftaue herzustellen, um diese Naturräume als „Dritten Grüngürtel“ zu erschließen.
Als zentrale Teilprojekte wurden in allen fünf Korridoren Fahrrad-Erlebnisrouten angelegt. Darüber hinaus konnten die Kommunen sich mit weiteren Einzelprojekten um Fördermittel bewerben. Im Falle der Stadt Pulheim, über deren Gebiet der Freiraumkorridor Nord („Am Alten Rhein“) sowie ein kurzes Stück des Korridors Nordwest („Zu neuen Energien“) verlaufen, sind das in erster Linie der „Nordpark“, das „Naherholungsgebiet Stöckheimer Hof“ und die „Wasserachse Pulheimer Bach“.

#### Nordpark

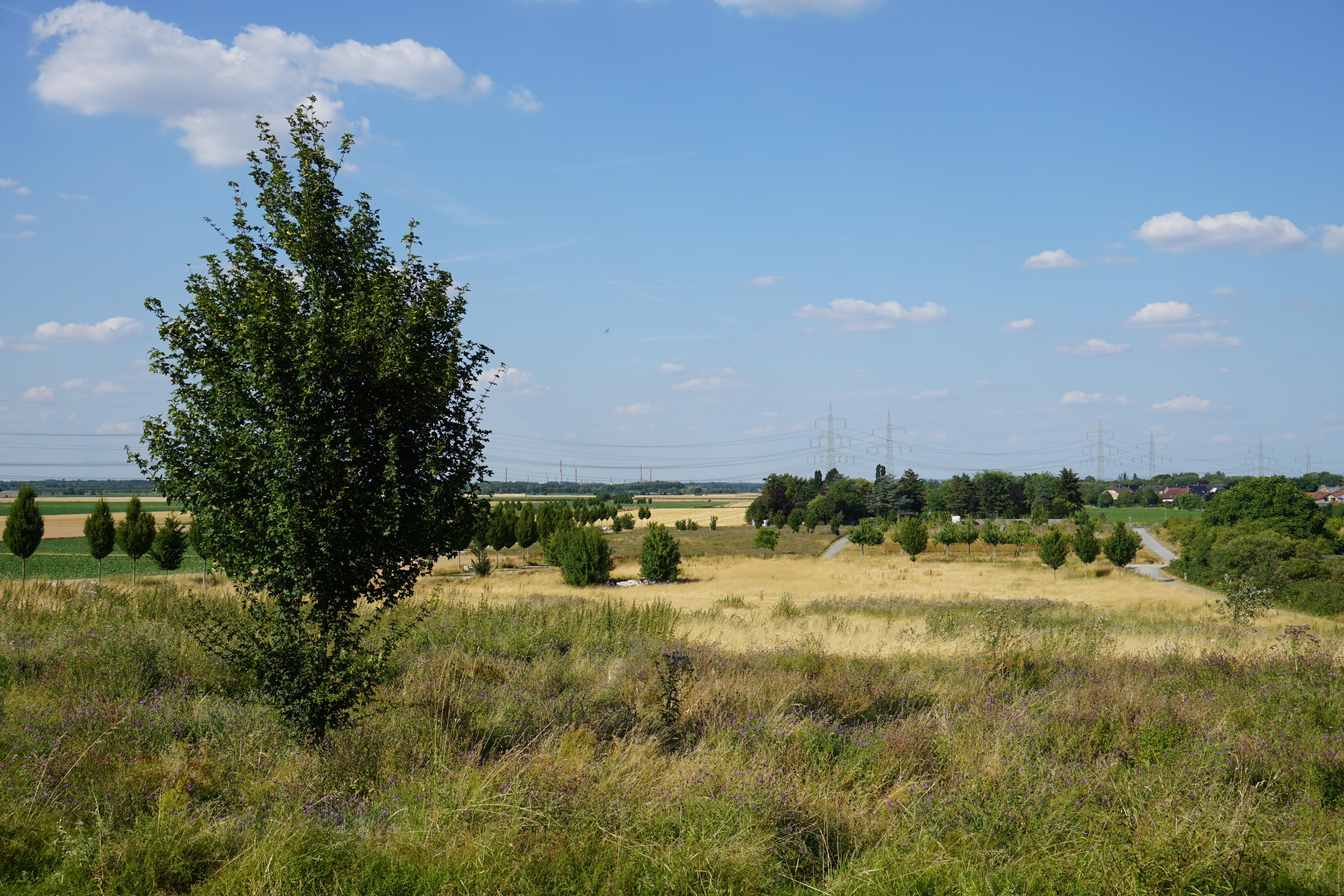
Nordpark Pulheim

Der Nordpark Pulheim ist ein in Entwicklung befindlicher, nach Fertigstellung etwa 100 Hektar großer Landschaftspark, der sich bogenförmig um den nördlichen Siedlungsrand des Zentralortes legt. Seine Gestaltung – Ergebnis eines Wettbewerbsverfahrens – orientiert sich an der durch Feldwege und Alleen parzellierten angrenzenden Agrarlandschaft. Das Langzeitprojekt ist auf einen Realisierungszeitraum von 20 bis 30 Jahren ausgelegt und soll um das Jahr 2030 abgeschlossen werden. Die beiden ersten Bauabschnitte im Nordwesten der Ortslage wurden 2012 bzw. 2014 für die Öffentlichkeit freigegeben.

#### Naherholungsgebiet Stöckheimer Hof

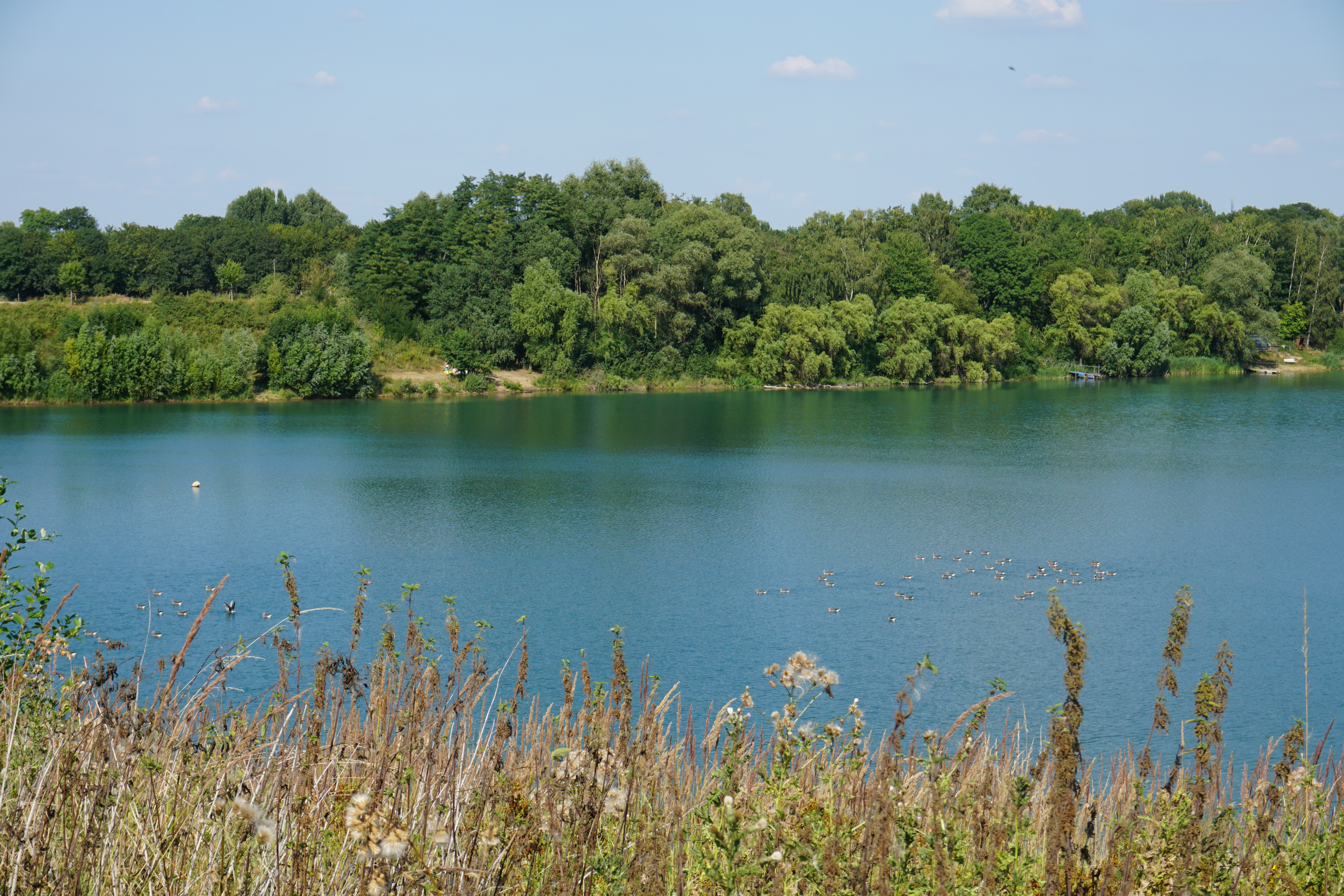
Pulheimer See

Bereits im Jahr 1980 gründeten die Stadt Köln und die damalige Gemeinde Pulheim den „Zweckverband Erholungsgebiet Stöckheimer Hof“, um die durch Kiesabbau entstandene Seenlandschaft zwischen Pulheim, Esch, Pesch und Auweiler zu rekultivieren und zu einer Erholungslandschaft auszubauen. Während dieses Vorhaben auf Kölner Gebiet bereits weit fortgeschritten ist, diente der Pulheimer See (→ Gewässer) bis 2020 noch der Kiesgewinnung und kann daher nur sehr eingeschränkt zu Erholungszwecken genutzt werden. Der Bereich zwischen dem See und den Naturschutzgebieten Große Laache und Orrer Busch ist durch Ausbau der Wegeverbindungen aber bereits heute als Ziel für Wanderungen geeignet.

#### Wasserachse Pulheimer Bach

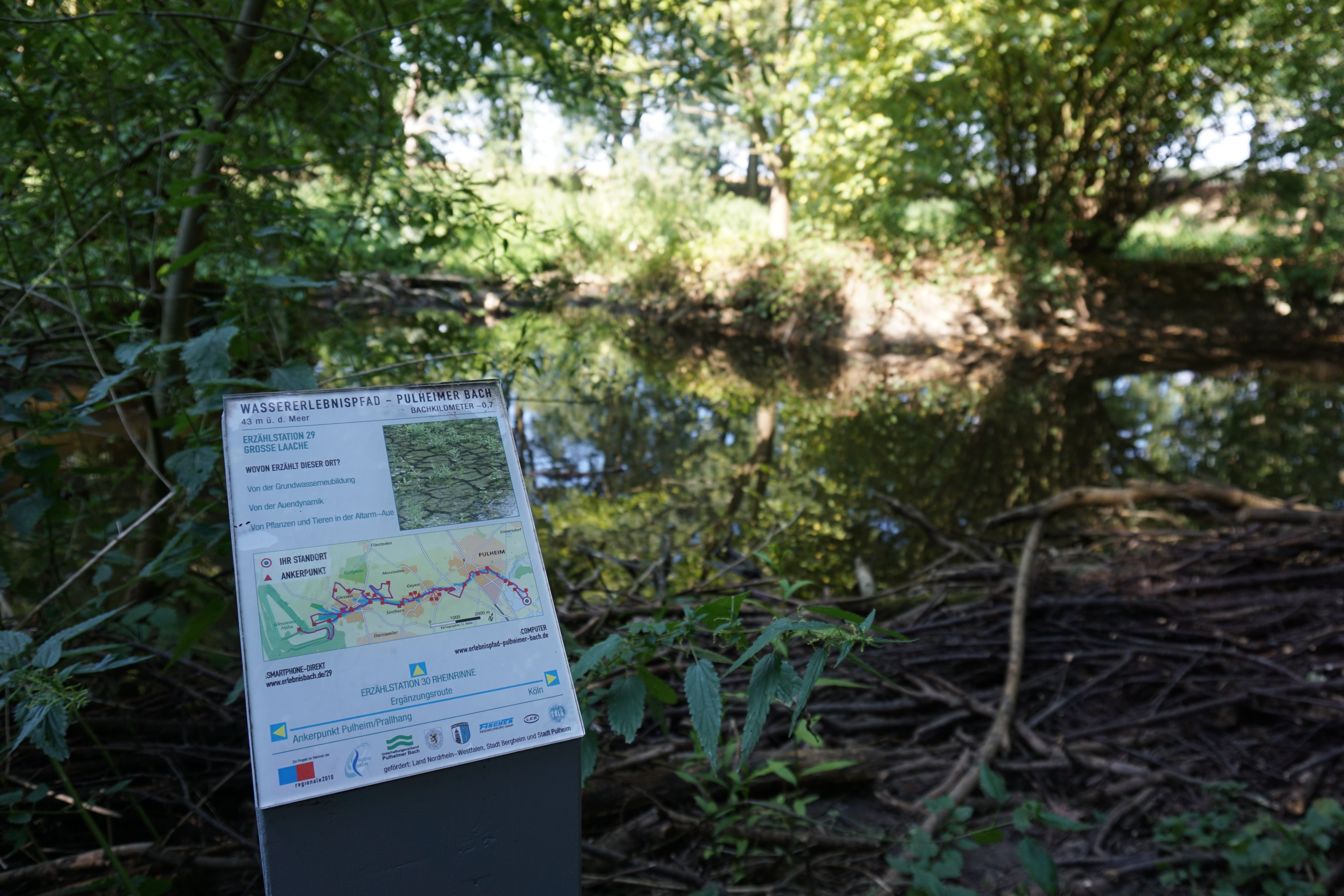
Erzählstation am Wassererlebnispfad Pulheimer Bach in der Großen Laache

Parallel zu den Renaturierungsmaßnahmen am Pulheimer Bach (→ Gewässer) hat der „Unterhaltungsverband Pulheimer Bach“ in Kooperation mit dem Geographischen Institut der Universität zu Köln einen Wassererlebnispfad angelegt, der gewässernah dem Lauf des Baches von seiner Quelle bei Bergheim-Glessen bis zur Versickerung bei Pulheim folgt. Er wurde am 25. Mai 2012 eingeweiht. An drei Ankerpunkten und 30 Erzählstationen wird Wissenswertes zur Geschichte sowie zum ökologischen Umbau des Gewässers und zu seiner Einbindung in die Landschaft vermittelt. Indem Zusammenhänge vor Ort erlebbar gemacht werden, soll der Erlebnispfad dazu beitragen, das Umweltbewusstsein der Bürger zu steigern.

#### Fahrrad- und Wanderrouten, Inlinetour
Regionale Fahrradrouten, die auch über Pulheimer Stadtgebiet verlaufen, sind die aus dem RegioGrün-Projekt hervorgegangene „Erlebnisroute Nord - Vom Mediapark zum Kloster Knechtsteden“ sowie die „Erlebnisroute Nordwest – Vom Adenauer Weiher zum Schloss Paffendorf“. Außerdem hat die Pulheimer Ortsgruppe des ADFC zusammen mit der Stadtverwaltung die „Pulheimer Herztour“ erarbeitet, einen ca. 47 km langen Fahrrad-Rundkurs, in dessen Verlauf man die Sehenswürdigkeiten aller Ortsteile passiert.
Der vom Zweckverband Kölner Randkanal angelegte und unterhaltene „Erlebnispfad Randkanal“ ist als Fahrrad- und Wanderroute konzipiert. Er folgt dem Kanalverlauf über 20 Kilometer bis zur Mündung in den Rhein und ist an ausgewählten Standorten mit Informationstafeln ausgestattet.
Darüber hinaus wurde eine ca. 42 km lange „Inlinetour um Pulheim“ ausgearbeitet, die zu großen Teilen außerhalb des Stadtgebietes verläuft.

### Sport

#### Vereine und Sportstätten
Über 14.000 Pulheimer sind Mitglied in einem der zahlreichen Sportvereine der Stadt. Das umfangreichste Sportangebot bietet der Pulheimer Sport-Club mit seinen 19 Abteilungen. Mit über 7.000 Mitgliedern zählt er zu den mitgliederstärksten Sportvereinen in Nordrhein-Westfalen. Seinen Sitz hat der Pulheimer SC im Sportzentrum im Zentralort, wo sich die größte Konzentration von Sportstätten im Stadtgebiet befindet.
In jedem größeren Ort sind Sportanlagen zu finden, darunter alleine 12 Fußball- und 50 Tennisplätze. Anfang 2016 wurde in Stommeln am Standort des Anfang der 1970er Jahre errichteten Freibads die „Aquarena“ eröffnet, ein kombiniertes Hallen- und Freibad mit angeschlossener Saunalandschaft, das auch dem Schul- und Vereinssport zur Verfügung steht.
Sportliche Erfolge Pulheimer Vereine:
- Die Frauen-Fußballabteilung von Grün-Weiß Brauweiler (später FFC Brauweiler Pulheim, heute Teil des 1. FC Köln) wurde 1997 Deutscher Meister und gewann dreimal den DFB-Pokal (1991, 1994, 1997).
- Die Frauenmannschaft der Brauweiler Raging Abbots wurde 2001 und 2002 Deutscher Softball-Meister und gewann zweimal den Pokalwettbewerb (2002, 2003).
- Spieler des TTC Brauweiler errangen zwischen 1987 und 2003 zahlreiche Deutsche Meistertitel im Badminton.
- Die Herrenmannschaft der Pulheim Gophers spielte zwischen 2001 und 2011 mehrere Jahre in der Baseball-Bundesliga.
- Die Frauen-Handballmannschaft des Pulheimer SC spielte von 1977 bis 1982 in der 1. Bundesliga.

#### Sportveranstaltungen
Regelmäßige Sportveranstaltungen von regionaler und überregionaler Bedeutung sind der im Januar stattfindende Pulheimer Staffelmarathon (seit 2018: GVG-Winterstaffel) sowie das Straßenradrennen um das Wappen von Pulheim im September, das von der Radrennsportabteilung des Pulheimer SC organisiert wird.
Von 2012 bis 2018 war der Golfclub Gut Lärchenhof bei Stommelerbusch viermal Austragungsort der BMW International Open, eines internationalen Profi-Golfturniers der PGA European Tour. Zuvor wurde auf Gut Lärchenhof von 1998 bis 2009 das German Masters (ab 2006 Mercedes-Benz Championship) ausgetragen.
Im Jahre 1978 fanden das Mannschaftszeitfahren sowie das Frauenrennen der Radrenn-Straßenweltmeisterschaften in und um Brauweiler statt. Die in Brauweiler geborene Beate Habetz wurde dabei Weltmeisterin.

### Regelmäßige Veranstaltungen
Siehe auch: Sportveranstaltungen

#### Karneval
In Pulheim wird die Tradition des rheinischen, insbesondere des Kölner Karnevals gepflegt. Es existieren zahlreiche Karnevalsvereine in den einzelnen Ortsteilen, die während der Session Sitzungen, Kostümfeste, Partys und weitere karnevalistische Veranstaltungen organisieren. Als Höhepunkt des Straßenkarnevals finden in der Zeit von Karnevalssamstag bis Veilchendienstag in Brauweiler, Dansweiler, Stommeln, Geyen/Sinthern, Sinnersdorf und Pulheim jeweils Karnevalsumzüge statt.

#### Feste und Märkte
Weitere traditionelle Veranstaltungen wie Schützenfeste, Kirmessen, „Tanz in den Mai“, Maibaumsetzen, Erntedankfeste oder Advents- bzw. Weihnachtsmärkte werden im Jahresverlauf in einzelnen Orten von ansässigen Vereinen (häufig auch von Karnevalsvereinen), Dorfgemeinschaften oder Unternehmervereinigungen durchgeführt. Hinzu kommen ortsspezifische jährliche Veranstaltungen wie z. B. die Stommelner Woche, das Brauweiler Wochenende oder das Lindenplatzfest in Dansweiler.
Im Hauptort veranstaltet die Kulturabteilung der Stadt jährlich das eintägige Stadtfest rund um das Rathaus, auf dem sich u. a. Pulheimer Vereine und Organisationen präsentieren. Weitere Großveranstaltungen sind das Straßenfest „Pulheim Open“ sowie Oster-, Wein- und Barbaramarkt, die vom „Aktionsring Pulheim“, der Vereinigung der ansässigen Unternehmen, organisiert werden und meist mit einem verkaufsoffenen Sonntag einhergehen.

#### Kunstreihen und -messen
Die Stadtverwaltung organisiert zwei Kunstreihen, deren Veranstaltungen teils auch überregionale Beachtung finden. Im Rahmen des sog. „Synagogenprojekts“ präsentiert seit 1991 in der Regel jährlich jeweils ein renommierter Künstler eine eigens für diesen Zweck angefertigte Arbeit in oder an der ehemaligen Stommelner Synagoge (→ Bauwerke). Für die 1998 initiierte Kunstreihe „Stadtbild.Intervention“ wird jährlich ein Künstler eingeladen, ein Projekt im öffentlichen Raum umzusetzen, das temporär in das Stadtbild eingreift.
In der Abtei Brauweiler finden jedes Jahr die unter Federführung des Rhein-Erft-Kreises organisierten „KunstTage Rhein-Erft“ mit Arbeiten aus den Kategorien Malerei, Bildhauerei, Fotografie und Videoinstallationen für Künstler aus der Region statt.
Eine Privatinitiative ist die Art'Pu:l, eine Messe für zeitgenössische Kunst, die seit 2011 jährlich auf dem Gelände des Pulheimer Walzwerks veranstaltet wird.

## Persönlichkeiten

### Ehrenbürger

#### Geehrt durch die Gemeinde/Stadt Pulheim (ab 1975)
- 1986, 18. April: Bernhard Worms (1930–2024), Pulheimer Ratsmitglied, Landrat des Erftkreises, NRW-Landtags- und Bundestagsmitglied, Staatssekretär
- 2000, 20. Dezember: Ulrich Hollmann (1934–2019),[78] Rektor der Grundschule Sinnersdorf, Sinnersdorfer Ortsvorsteher und langjähriges Pulheimer Ratsmitglied
- 2006, 18. August: Hans Umpfenbach (1929–2016),[79][80] langjähriges Pulheimer Ratsmitglied
- 2009, 8. Oktober: Karl August Morisse (1942–2024), langjähriger Gemeinde- und Stadtdirektor sowie Bürgermeister

#### Geehrt durch die Altgemeinden (vor 1975)
- Heinrich Schauff
- Franz Päffgen
- 1964, 1. Januar: Heinrich Klein (1874–1965), Mitglied der Gemeindevertretung Sinnersdorf, Vorsitzender von Bauernverein und Zentrumspartei (Ehrenbürger der Gemeinde Sinnersdorf)[81]
- 1964, 19. Januar: Wilhelmine Jorde (1895–1967), Lehrerin (Ehrenbürgerin der Gemeinde Sinnersdorf)[82]
- 1966, 19. Juli: Peter Fendel (1904–1974), Bürgermeister der Gemeinde Sinnersdorf, Mitglied des Gemeinderates und der Amtsvertretung Pulheim (Ehrenbürger der Gemeinde Sinnersdorf)[83]
- Benedict Pesch
- Johann Esser
- Konstantin Esser
- 1974: Jakob Dünwald (1927–2013), Stadtbrandmeister der Freiwilligen Feuerwehr Stommeln, von 1989 bis 1999 Stommelner Ortsvorsteher (Ehrenbürger der Gemeinde Stommeln)
- Wilhelm „Willi“ Mevis (1922–1990),[84] von 1979 bis 1988 Bürgermeister der Gemeinde bzw. Stadt Pulheim (Ehrenbürger der Gemeinde Pulheim)

### Söhne und Töchter der Stadt
- Theodor Hartzheim (1806–1870), Gutsbesitzer und Politiker, von 1840 bis 1870 Bürgermeister von Pulheim
- Jack Schiefer (1898–1980), Politiker, Schriftsteller, Widerstandskämpfer und Häftling in der NS-Zeit, 1945 erster Landrat und 1946 Oberkreisdirektor im damaligen Kreis Erkelenz, Ressortleiter ‚Arbeit und Soziales‘ bei der Europäischen Gemeinschaft für Kohle und Stahl in Luxemburg
- Johannes Wolff (1900–1978), im Ortsteil Geyen geborener Politiker (Zentrum und CDU)
- Klaus Luhmer (1916–2011), katholischer Missionar in Japan, Überlebender des Atombombenabwurfes in Hiroshima und Kanzler der katholischen Sophia-Universität in Tokio
- Karl Esser (1924–2019), Botaniker und Professor an der Ruhr-Universität Bochum
- Bernhard Worms (1930–2024), Landrat des Erftkreises, NRW-Landtags- und Bundestagsmitglied, Staatssekretär im Arbeits- und Sozialministerium
- Hans-Peter Kanters (1942–1991), Radrennfahrer, mehrfacher deutscher Meister im Bahnradsport
- Dieter Dierks (* 1943), Musikproduzent, produzierte u. a. die Scorpions
- Willy Decker (* 1950), Opernregisseur
- Jakob Hansonis (* 1958), Musiker und Filmmusikkomponist
- Beate Habetz (* 1961), Radrennfahrerin, Weltmeisterin im Straßenradsport 1978
- Angelina Maccarone (* 1965), Filmregisseurin und Drehbuchautorin
- Dieter Berninghaus (* 1965), Manager und Unternehmer
- Florian Wirtz (* 2003), Fußballspieler

### Weitere Persönlichkeiten
Folgende Personen wurden nicht in Pulheim geboren, wirkten aber dort oder stehen in anderer enger Verbindung zur Stadt:
- Johannes Horion (1876–1933), Landeshauptmann der ehemaligen Rheinprovinz, wuchs in Pulheim auf.
- Helmut Bantz (1921–2004), Turner und Olympiasieger, lebte in Pulheim.
- Franz-Josef Spalthoff (1923–2004), 1974 bis 1979 erster Bürgermeister der neuen Großgemeinde Pulheim, zuvor 1969 bis 1974 Bürgermeister von Brauweiler
- Erich Ribbeck (* 1937), Fußballtrainer, 1998 bis 2000 Teamchef der deutschen Fußballnationalmannschaft, lebt in Pulheim.
- Alfred Thorwarth (1938–2018), Fernsehredakteur
- Josef Wißkirchen (* 1939), Heimatforscher zu jüdischem Leben u. a. in Pulheim
- Ludger Edelkötter (1940–2022), Komponist, Musikpädagoge und Verleger, lebte in Pulheim.
- Hans-Jürgen Kuhl (* 1941), Künstler, bekannt geworden als Geldfälscher
- Karin Burmeister (1942–2023), Kommunalpolitikerin (Grüne), Frauenaktivistin und Trägerin des Bundesverdienstkreuzes
- Wolfgang Göddertz (1944–2016)[85], Metallbildhauer, lebte in Pulheim.
- Peter Werner (* 1949), Musiker, Keyboarder der Höhner bis 2015, lebt in Pulheim.
- Jürgen Rüttgers (* 1951), 2005 bis 2010 Ministerpräsident von Nordrhein-Westfalen, ehemaliger Bundesminister, war in Pulheim Ratsmitglied und Erster Beigeordneter, lebt in Pulheim.
- Udo Dirkschneider (* 1952), Musiker, Frontsänger der Heavy-Metal-Bands Accept und U.D.O., lebt in Pulheim.
- Michael Villmow (* 1956), Jazzsaxophonist, Dirigent und Komponist, lebt in Pulheim.
- Henning Krautmacher (* 1957), Musiker, Frontmann der Kölner Gruppe Höhner, lebt in Pulheim
- Ján Kocian (* 1958), Fußballspieler und -trainer, ehemaliger tschechoslowakischer Nationalspieler, u. a. Co-Trainer beim 1. FC Köln, lebt in Pulheim
- Heike Henkel (* 1964), Leichtathletin, Olympiasiegerin im Hochsprung 1992, lebt in Pulheim.
- Christian Häckl (* 1964), Meteorologe und Wettermoderator, lebt mit Familie in Pulheim.
- Rainer Henkel (* 1964), ehemaliger Schwimmer, mehrfacher Welt- und Europameister, lebt in Pulheim.[86]
- Andrzej Rudy (* 1965), Fußballspieler und -trainer, ehemaliger polnischer Nationalspieler, u. a. Spieler und Trainer beim 1. FC Köln
- Felix Görner, (* 1966), Fernsehmoderator und Sportkommentator, lebt in Pulheim.
- Marcel Wüst (* 1967), ehemaliger Radrennfahrer, lebt in Pulheim[87]
- Stefan Pinnow (* 1968), Fernsehmoderator, lebt in Pulheim.
- Sami Hyypiä (* 1973), finnischer Fußballspieler und -trainer, lebt mit seiner Familie in Pulheim.
- Thorsten Schorn (* 1976), Radio- und Fernsehmoderator, wuchs in Pulheim auf.
- Fabrice Ehret (* 1979), französischer Fußballprofi, von 2006 bis 2011 Spieler des 1. FC Köln, lebte zu dieser Zeit in Pulheim.
- Daniela „Damae“ Klein (* 1979), Musikerin, 1998 bis 2012 Sängerin des Danceprojekts Fragma
- Esther Hilsberg (* 1975), Opernsängerin und Komponistin, lebt in Pulheim.
- Jens Krepela (* 1976), Journalist, Fernsehmoderator und Lehrbeauftragter, lebt in Pulheim.
- Jan Böhmermann (* 1981), Satiriker, Moderator und Produzent, lebt in Pulheim
- Thomas Kessler (* 1986), ehemaliger Fußballtorwart
- Gerald Ciolek (* 1986), Radrennfahrer, deutscher Meister im Straßenradsport 2005, wuchs in Pulheim auf.
- Julian Köster (* 2000), Handballspieler, wuchs in Brauweiler auf.
- Philip Noah Schwarz, (* 2001), Schauspieler, lebt in Pulheim.